# Romania nell'età moderna
Il periodo della Romania nell'età moderna racchiude gli eventi storici avvenuti dalla conquista ottomana del territorio oggi compreso nell'odierno Romania, tra il 1529 e il 1530, alle fasi che antecedettero il risveglio nazionale, nella prima metà dell'Ottocento. La Romania visse una fase travagliata tra il 1500 e il 1530, con frequenti stravolgimenti di potere e con un calo dei commerci dal principato di Moldavia e dalla Valacchia con altre destinazioni d'Europa già dopo gli ultimi decenni del XV secolo. Prima di allora, costituivano un'innegabile fonte di guadagno la vendita di pellame, grano, miele e cera al Sacro Romano Impero, alla Repubblica di Venezia e alla Polonia, oltre all'importazione di seta, armi e altri manufatti, ma alla fine del XVI secolo l'impero ottomano si sostituì a tutti gli altri partner commerciali. Verso la fine del Cinquecento, Michele il Coraggioso (al potere dal 1593 al 1601), oppositore degli ottomani, riuscì, per un breve periodo nell'anno 1600, a governare e la Valacchia, e la Moldavia e la Transilvania, i tre principati i cui territori sarebbero stati uniti circa tre secoli dopo per costituire la Romania. L'azione assunse un ruolo importante per le generazioni successive che progettarono l'unificazione delle terre che ora compongono la nazione dacia, malgrado fosse rimaste escluse Dobrugia e Banato, totalmente sottoposte a Istanbul.
I principi ortodossi di Valacchia e Moldavia governarono durante la prima metà del Seicento i loro regni con grande rigidità, ma i boiardi presero il controllo dell'amministrazione statale negli anni 1660 e 1670. La crescente influenza dei greci raggiunse il picco massimo nel cosiddetto periodo fanariota: nel corso di quest'ultimo, gli ellenici amministrarono saldamente le entrate statali e si affermarono tra i principali latifondisti delle terre sottoposte alla loro supremazia, causando aspri conflitti in entrambi i principati sopra menzionati. A causa della costante e crescente imposizione di nuovi tributi, i contadini si ribellarono spesso ai loro signori. Intorno al 1650, il lungo regno di Matei Basarab in Valacchia e di Vasile Lupu in Moldavia contribuirono allo sviluppo dell'economia locale (soprattutto mineraria e commerciale). La maggioranza dei principi di Valacchia e Moldavia rese altresì omaggio al principe di Transilvania di turno. Questi ultimi amministravano il loro regno in collaborazione con la Dieta, composta dai rappresentanti della nobiltà ungherese, dei sassoni di Transilvania, e dei siculi e da delegati nominati dai monarchi. Nel principato, il cattolicesimo, il luteranesimo, il calvinismo e l'unitarianismo godevano di uno status ufficiale. I rumeni non avevano rappresentanti nella Dieta e la loro religione ortodossa riceveva solo una mera tolleranza. I tre eminenti principi che aderirono al calvinismo, ovvero Stephen Bocskai, Gabriele Bethlen e Giorgio I Rákóczi, estesero i loro domini e difesero l'autonomia di quanto amministravano in Ungheria contro gli Asburgo nella prima metà del XVII secolo.
Durante il corso di tutta l'età moderna, i rumeni continuarono ad occuparsi principalmente di attività quali l'agricoltura e la zootecnia, con un minore spazio ricoperto da artigianato e commercio. Di pari passo con il mandato di Dimitrie Cantemir in Moldavia, di Constantin Brâncoveanu in Valacchia e di Gabriele Bethlen in Transilvania, la Romania cominciò a entrare nell'orbita dell'impero russo, una potenza che andò a sostituirsi per influenza politica e militare all'autorità turca nella seconda metà del 1700. All'indomani del Congresso di Vienna del 1815, la Russia appariva l'indiscutibile padrona delle zone orientali della Romania, mentre l'Austria di quelle occidentali. La parte meridionale rimaneva in mano all'agonizzante impero ottomano.

## Contesto storico
La Romania viveva condizioni discrete o difficili all'indomani del Cinquecento a seconda della zona di riferimento: la morte di Stefano III il Grande, al potere dal 1457 al 1504, concluse definitivamente la pagina medievale e lasciò esposte le terre sotto i suoi domini a varie problematiche, prima parzialmente sanate, in ambito politico, economico e fiscale.
Nel 1514, migliaia di contadini giunti dalla Transilvania, la regione che stava più patendo il peso delle varie imposte sancite dal Regno d'Ungheria, giunsero alla capitale Buda su chiamata del re. Lo scopo era quello di unirsi alla crociata proclamata da papa Leone X contro l'impero ottomano, ma i contadini indirizzarono le armi contro i loro padroni, stanchi del regime oppressivo dei dazi che li vessava. Gli insorti, guidati dal siculo György Dózsa, occuparono diverse città, inclusi gli importanti centri di Gran Varadino e Șoimoș, ma il 15 luglio il voivoda Giovanni Zápolya li sbaragliò a Timișoara. A titolo di ritorsione e per evitare guai futuri, la Dieta, l'assemblea generale che riuniva vari funzionari e nobili, decretò che gli agricoltori avrebbero dovuto rimanere legati alla terra "per sempre".
Dopo la sconfitta riportata a Belgrado nel 1521, il declino del regno d'Ungheria si cristallizzò nella battaglia di Mohács, dove gli ottomani annientarono l'esercito reale il 29 agosto 1526. Da allora in poi, le correnti aristocratiche si scontrarono ed elessero due sovrani, indebolendo conseguentemente l'unità statale. Uno di loro, Giovanni Szapolyai (1526-1540) fu sostenuto dalla nobiltà minore, mentre Ferdinando I d'Asburgo (1526-1564) fu riconosciuto principalmente nei comitati occidentali del regno, oltre che dai sassoni di Transilvania. Bisognoso dell'aiuto dei turchi, Giovanni I dovette rendere omaggio al sultano a Mohács nel 1529.
In Valacchia, l'influente famiglia dei Craioveștii percorse in maniera spedita i passi necessari ad avvicinarsi ai palazzi del potere e, nel 1512, un membro di quella discendenza, Neagoe (1512-1521), completò il percorso di ascesa al trono adottando però il nome dinastico di Basarab, allo scopo di legittimare il suo governo. Egli realizzò la prima opera originale di letteratura rumena, intitolata Insegnamenti, destinata a suo figlio Teodosio e relativa a questioni morali, politiche e militari. Sotto Teodosio (1521-1522), il governatore ottomano di Nicopoli approfittò delle lotte interne tra i partiti dei boiardi, primeggiando così nello scenario politico della Valacchia. A causa dell'imminente pericolo di annessione, i boiardi si strinsero attorno a Radu V de la Afumați (1522-1529), che combatté quasi una ventina di battaglie contro gli osmanici. Alla fine, nel 1525, fu costretto ad accettare la sovranità turca e a sopportare un aumento del tributo.
In Moldavia, il successore di Stefano, suo figlio Bogdan III cel Orb (1504-1517), visse spesso circostanze turbolente dovute a una lunga serie di conflitti militari scatenatisi con la Polonia e la Valacchia. I buoni rapporti con Cracovia tornarono ad essere ristabiliti sotto il regno di Stefano IV il Giovane (1517-1527). Il suo successore, Petru IV Rareș (1527-1538, 1541-1546), intervenne nella lotta per la corona del Regno d'Ungheria: per ordine del sultano, nel 1529 invase la terra dei Siculi e sconfisse l'esercito dei sostenitori di Ferdinando I. L'ultimo passo per l'ottenimento della Romania da parte degli ottomani era stato concluso e la dominazione turca poteva infine avere inizio.

## 1530-1601

### Sovranità ottomana (1530-1594)

#### Costituzione del Principato di Transilvania
Dopo il 1529, la resistenza a Giovanni I in Transilvania fu stroncata a seguito di una serie di campagne non troppo impegnativo. L'ultimo magnate della Transilvania a schierarsi con Ferdinando I, Stefano Majláth, si avvicinò a Giovanni I all'inizio del 1532 e Sibiu fu occupata nel 1536. Il 24 febbraio 1538, si siglò un patto segreto a Gran Varadino ad opera dei rappresentanti dei due re d'Ungheria. Ai sensi dell'intesa, ad entrambi i sovrani sarebbe stato permesso di mantenere i territori che allora detenevano, ma Giovanni I, privo di figli, promise di riconoscere nella successione gli Asburgo.

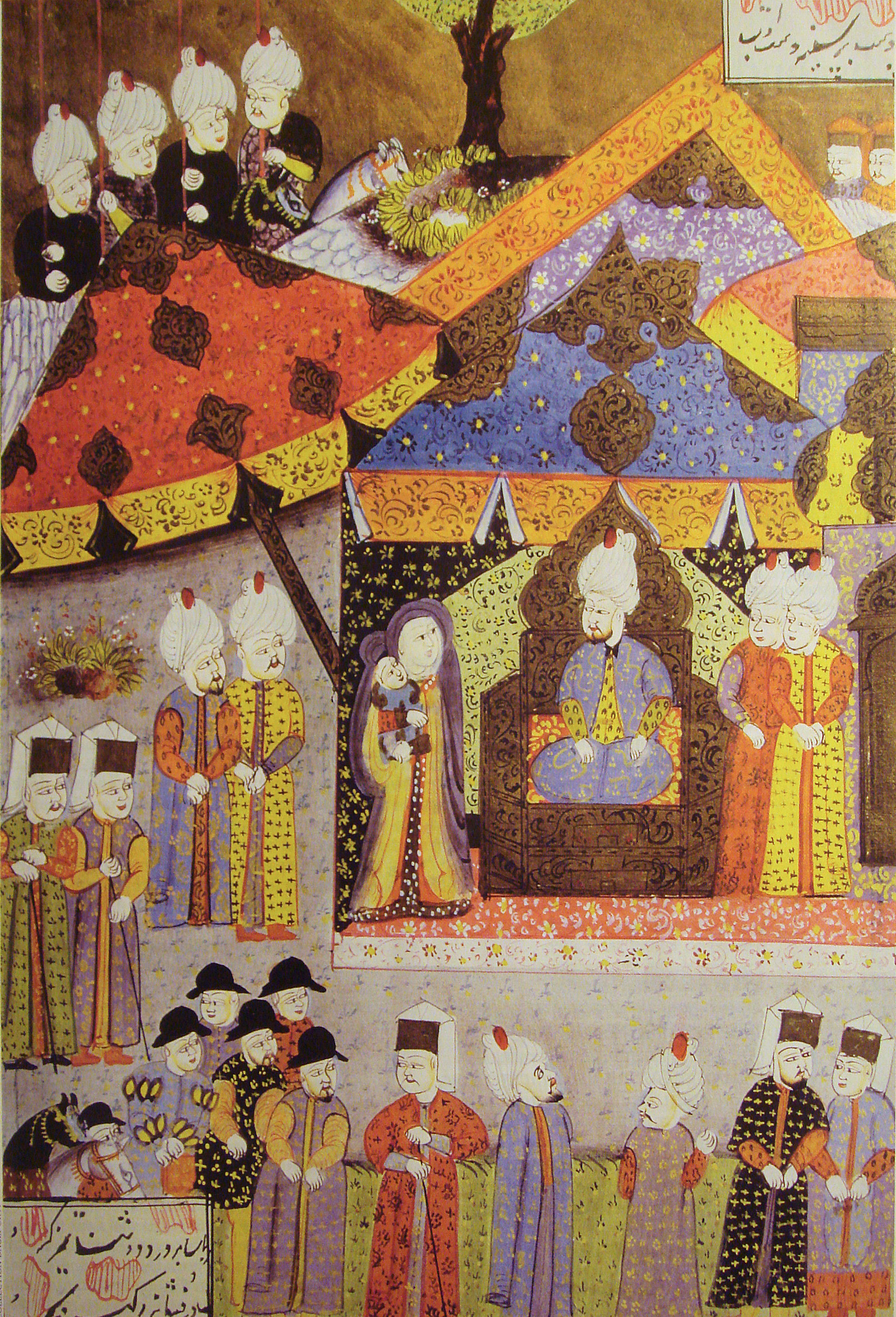
Solimano il Magnifico riceve la regina Isabella e il suo figlio neonato Giovanni II Sigismondo Zápolya a Buda (1541)

Tuttavia, Giovanni I sposò una figlia di Sigismondo I di Polonia, Isabella, che nel 1540 diede alla luce un bambino. Già morente, il re giurò ai suoi baroni di rimangiarsi quanto promesso con la firma del trattato di Gran Varadino e il suo consigliere, Giorgio Martinuzzi, fece eleggere al trono l'infante Giovanni II Sigismondo (1540-1571). Irritato per quanto accaduto, Ferdinando I inviò truppe allo scopo di espugnare Buda, ma queste si ritirarono all'avanzata dell'esercito ottomano. Il 29 agosto 1541, Solimano il Magnifico convocò i signori magiari nel suo accampamento e, mentre si svolgeva il ricevimento, i giannizzeri occuparono la capitale del regno. Pressoché in contemporanea, il sultano assegnò i territori del regno a est del Tibisco alla regina Isabella e a suo figlio in cambio di un tributo annuale.
Il 18 ottobre, i territori orientali del regno, inclusa la Transilvania, giurarono fedeltà al sovrano neonato durante la Dieta di Debrecen. In siffatta maniera, poté iniziare a emergere una realtà politica ben distinta, malgrado Giorgio Martinuzzi stesse ancora negoziando con Ferdinando I la riunificazione del regno. A tale scopo, nel 1551, Ferdinando I inviò un esercito in Transilvania, dove fu riconosciuto come unico governatore della Dieta. Gli ottomani, tuttavia, occuparono il grosso del Banato nel 1552, evento che impedì a Ferdinando I di poter consolidare il suo dominio sui territori orientali del regno. Alla fine, l'assemblea congiunta, riunitasi a Sebeș il 12 marzo 1556, giurò nuovamente fedeltà al "figlio del re Giovanni", consentendo a quel punto al giovane monarca e sua madre di tornare in Transilvania.
Il XVI secolo portò con sé grandi cambiamenti religiosi: i sassoni si convertirono al luteranesimo, mentre la maggior parte degli ungheresi aderì al calvinismo o all'unitarianismo; solo i siculi rimasero più di ogni altra "nazione" cattolici. La martellante campagna dei protestanti, che stampavano e distribuivano il catechismo in lingua romena, spesso fallì nella conversione dei daci alla religione ortodossa. Nel 1568, la Dieta transilvana a Torda decretò la libertà culto di queste quattro "confessioni riconosciute", ma l'ortodossia continuò a ricevere solo un mero trattamento di tolleranza. Per quanto quello emesso dalla Dieta fu uno dei primi provvedimenti a concedere la possibilità di perseguire la propria fede senza timori in Europa, sia pur in forma limitata, lo status dei rumeni peggiorò proprio in questo frangente storico. Le assemblee del 1554 e del 1555 statuirono che un contadino cattolico o protestante non poteva essere accusato di un crimine se non c'erano sette testimoni cattolici o protestanti contro di lui, mentre un contadino ortodosso poteva essere accusato se c'erano tre cattolici o testimoni protestanti o sette ortodossi. Nel 1559, si decretò anche che i romeni stabilitisi su terre abbandonate dai servi cattolici dovessero obbligatoriamente versare la decima.
(Antonio Veranzio, Sulla condizione della Transilvania, della Moldavia e della Valacchia)

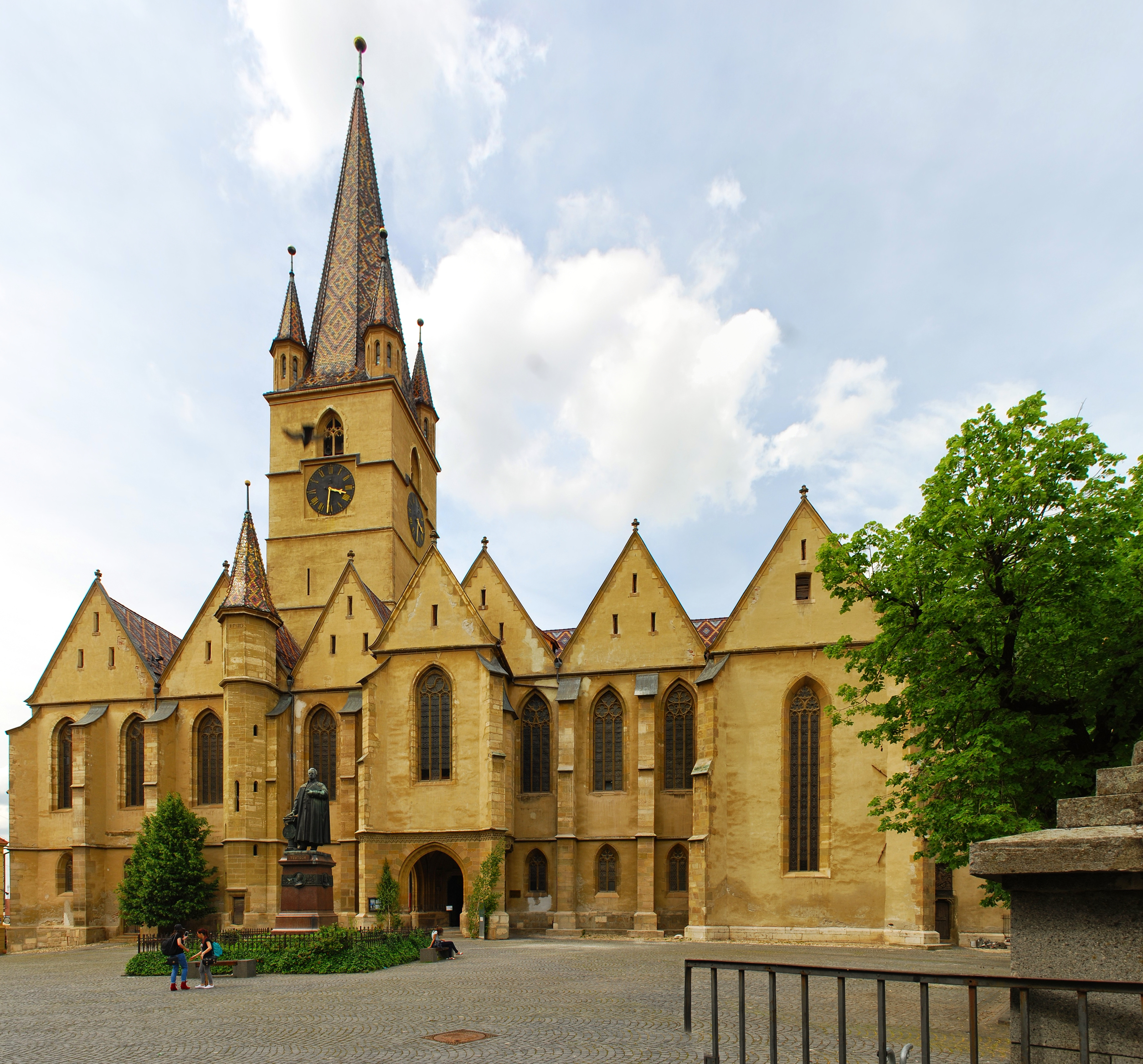
Cattedrale luterana di Sibiu

Da parte dei siculi, la continuazione della guerra richiedeva una prosecuzione coattiva nel tempo del servizio militare e l'amministrazione reale imponeva un regime fiscale speciale. Malgrado i cavalieri e i comandanti di alto grado di quel popolo fossero stati esentati dalle tasse nel 1554, lo stesso discorso non valeva per i fanti, con il risultato che in capo a questi ricorreva un doppio onere (militare e monetario). Nel 1562, molti siculi impugnarono le armi contro Giovanni II Sigismondo, ma ne uscirono battuti. Le città sassoni, frattanto, continuarono a svilupparsi anche nei difficili decenni del Cinquecento. La loro popolazione, tuttavia, aumentò lentamente, principalmente come conseguenza della tendenza all'isolamento sociale tipico dei sassoni: anche agli artigiani e ai mercanti ungheresi fu proibito di stabilirsi nelle loro città.
Nel trattato di Spira del 16 agosto 1570, Giovanni II Sigismondo riconobbe il suo rivale, Massimiliano I (1564-1576), come legittimo re d'Ungheria e adottò il titolo di "principe di Transilvania e di parti del regno d'Ungheria". L'accordo segnò anche i confini del nuovo principato, che comprendevano non solo la storica provincia della Transilvania, ma anche alcuni comitati vicini come Bihor e Maramureș, da allora in poi noti collettivamente come Partium. La morte di Giovanni II Sigismondo nel 1571 minacciò di ripristinare la nazione nelle mani degli Asburgo, i cui ufficiali sostenevano Gáspár Bekes, di fede unitaria. A quel punto, il sultano nominò Stefano I Báthory, un politico cattolico, al ruolo di voivoda.
La battaglia decisiva tra i due contendenti fu vinta da Stefano Báthory a Sânpaul l'8 luglio 1575. Nello stesso anno, questi fu eletto re della Confederazione polacco-lituana, formando un'unione personale con quanto possedeva in Romania fino alla sua morte, avvenuta nel 1586. Egli lasciò però prima nell'ordine l'amministrazione del principato a suo fratello, Kristóf Báthory (1575-1581), e poi al figlio minorenne di suo fratello, Sigismondo Báthory (1581-1602), conferendo loro il titolo di voivoda, mentre lui stesso assunse quello di principe.
Nel febbraio 1594, Sigismondo Báthory annunciò che quanto era sotto il suo dominio si sarebbe unito all'alleanza anti-ottomana formata dall'imperatore del Sacro Romano Impero Rodolfo II d'Asburgo, da Filippo II di Spagna e da molti altri Stati italiani e tedeschi minori. Sebbene i membri della coalizione si fossero rifiutati per ben due volte di approvare la dichiarazione di guerra, la Transilvania aderì comunque all'alleanza il 28 gennaio 1595, dopo che gli aristocratici ostili a tale presa di posizione furono giustiziati per ordine del monarca. In cambio del suo appoggio, Rodolfo II riconobbe il titolo di principe rivestito da Sigismondo.

#### Valacchia
I fugaci ed effimeri regni dei successori di Radu V (che assunse il potere in quattro frangenti diversi tra 1521 e 1529), non fecero altro che acuire la crisi della Valacchia. A partire da Mircea V il Pastore (1545-1559), il primo principe posto sul trono dal sultano, la corona divenne un qualcosa di negoziabile e veniva assegnata a chi avesse offerto il tributo maggiore. Anche Michele il Coraggioso, che col passare del tempo si sarebbe poi rivolto contro gli osmanici, salì al trono con l'appoggio di alcune persone influenti presso la Sublime porta, tra cui sir Edward Barton, l'ambasciatore inglese a Istanbul.
Ben presto, Mircea intraprese un programma per rafforzare l'autorità centrale sostituendo i membri dello sfatul domnesc, organo consultivo composto dei boiardi, con i dregători, cioè funzionari a lui personalmente fedeli. Anche Michele il Coraggioso adottò una politica anti-ottomana e, su sua iniziativa, Sigismondo Báthory di Transilvania e Aron Tiranul di Moldavia (1591-1595) siglarono un trattato in chiave anti-ottomana. La ribellione che ne seguì cominciò con il massacro di tutti gli ottomani presenti in Valacchia il 13 novembre 1594.

#### Moldavia
Nel 1531, Petru IV Rareș invase la Polonia per rioccupare la Pocuzia, nell'odierna Ucraina, ma il suo esercito non riuscì a prevalere. Subito dopo, concluse un accordo segreto con Ferdinando I d'Ungheria, ma presto dovette cercare rifugio in Transilvania quando Solimano I condusse un esercito contro di lui. Considerata la situazione, il sultano decise di porre un governatore sostitutivo: si trattò della prima occasione in cui un principe, Stefano V Lăcustă (1538-1540), fu nominato direttamente dal capo ottomano. Nello stesso arco temporale, Solimano occupò Brăila e Tighina (ora in Moldavia), e la regione del Budžak (ora in Ucraina). Petru IV Rareș recuperò il trono in cambio di una cospicua somma di denaro nel 1541; alla sua morte seguì un periodo caratterizzato da lotte tra pretendenti al trono e fazioni politiche interne ai boiardi.
L'idea di riprendere la lotta anti-ottomana fu ripresentata da Giovanni III il Terribile (1572-1574), che si rifiutò di pagare il tributo al sultano. Per tutta risposta, le truppe turche e valacche invasero la Moldavia, ma furono sconfitte da Giovanni III in un attacco a sorpresa vicino a Jilişte. Nonostante la sconfitta, il sultano riuscì presto a radunare una nuova grande armata e a indirizzarla contro la Moldavia, catturando il principe e uccidendolo squartandolo vivo. Quando Aron Tiranul si unì alla coalizione anti-ottomana sbandierata dalla Transilvania e dalla Valacchia, diede il via a una ribellione il 13 novembre 1594, in contemporanea con Michele il Coraggioso di Valacchia.
Il XVI secolo fu caratterizzato dalla consacrazione della pittura murale ecclesiastica, la cui tecnica è rimasta segreta fino ad oggi. L'esempio più caratteristico risultano probabilmente gli affreschi interni ed esterni del monastero di Voroneț.

### Michele il Coraggioso (1595-1601)

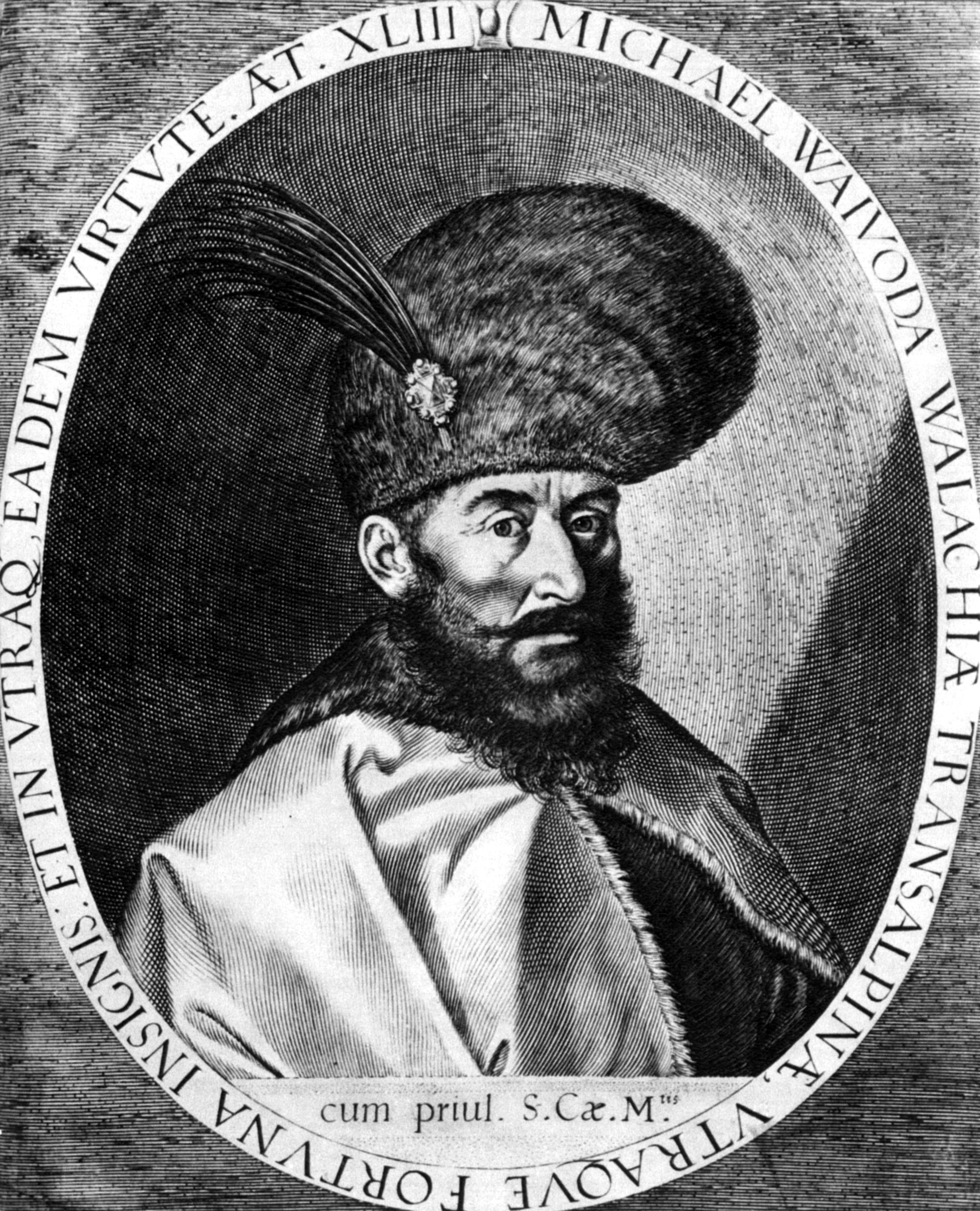
Michele il Coraggioso

In seguito alla ribellione congiunta e coordinata scatenata, Michele il Coraggioso attaccò le fortezze ottomane lungo il Danubio e riacquisì il dominio su Giurgiu e Brăila, mentre Aron Tiranul si impadronì di Ismail (ora in Ucraina). Nel tentativo di contrattaccare, il sultano ordinò al gran visir, Sinan Pascuà, di invadere la Valacchia. I due principi avevano bisogno del sostegno di Sigismondo Báthory, che però approfittò della situazione per nominarsi sovrano della Valacchia e della Moldavia. Quando Aaron il Tiranno rifiutò le condizioni poste da Báthory affinché prestasse ausilio, questi fu rimpiazzato sul trono dal protetto del polacco, Ștefan Răzvan (1595).
Ai sensi del trattato firmato da Michele il Coraggioso il 20 maggio 1595 ad Alba Iulia, Sigismondo Báthory si elevò a sovrano dei tre principati e adottò il titolo di "principe di Transilvania, Moldavia e Valacchia transalpina". Il trattato stabiliva che le tasse sarebbero state stabilite in Valacchia dalla Dieta della Transilvania, alla presenza di un consiglio di 12 boiardi valacchi. In quel periodo, i contadini sperimentarono la servitù della gleba sia in Valacchia che in Moldavia.

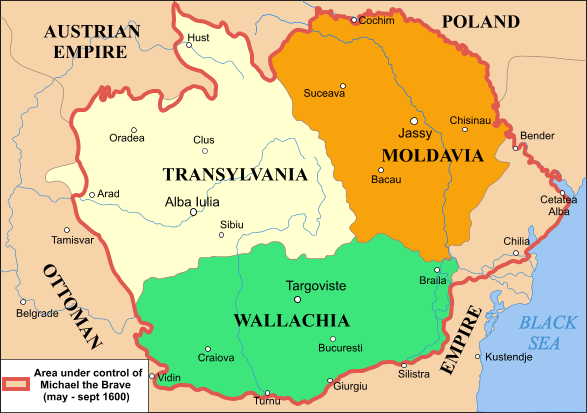
La Moldavia, la Transilvania e la Valacchia nel 1600

Le truppe ottomane entrarono in Valacchia in estate, ma furono sconfitte da Michele il Coraggioso a Călugăreni e dagli eserciti uniti dei tre principati a Giurgiu. Nel frattempo, tuttavia, i polacchi avevano invaso la Moldavia e avevano sostituito Ștefan Răzvan con Ieremia Movilă (1595-1606). Nel giugno del 1598, Michele il Coraggioso riconobbe la sovranità dell'imperatore Rodolfo II, il quale aveva promesso di concedergli sussidi per finanziare i suoi mercenari.
Il 30 marzo 1599, Sigismondo Báthory abdicò al trono in favore di suo cugino, Andrea Báthory, rimasto al potere solo per un anno; il nuovo principe, in linea con i dettami di Varsavia, chiese subito a Michele il Coraggioso di accettare la sua sovranità. Quest'ultimo si assicurò l'approvazione dell'imperatore per un'invasione della Transilvania e attaccò subito il principato, dove anche i siculi si unirono a lui. Egli sconfisse il suo avversario nella battaglia di Șelimbăr, avvenuta in data 28 ottobre 1599, ed entrò trionfale ad Alba Iulia: qui la Dieta lo riconobbe come governatore imperiale. Una volta ripristinata la quiete, non modificò l'impianto amministrativo della Transilvania e represse una rivolta dei contadini rumeni, ma costrinse la Dieta a sollevare i sacerdoti ortodossi dagli obblighi feudali, inimicandosi alcuni cattolici. Nella primavera del 1600, invase la Moldavia in nome dell'imperatore e ne ripristinò il controllo. A luglio si autoproclamò infine a "principe di Valacchia, Transilvania e di tutta la Moldavia" a Iaşi, evento che rese così possibile l'unione dei tre principati.
Tuttavia, i nobili ungheresi, convinti che agendo militarmente avrebbero stroncato il trambusto causato nei dintorni dei loro confini, insorsero contro Michele e lo sconfissero a Mirăslău il 18 settembre 1600. Quasi nello stesso momento, i polacchi invasero la Moldavia e restaurarono sul trono Ieremia Movilă; dopo esser giunti in Valacchia, Simion Movilă sconfisse Michele il Coraggioso a Buzău. Constatato il grave momento di crisi, Michele il Coraggioso partì alla volta di Praga per chiedere aiuto all'imperatore, facendo più ritorno in Transilvania nel luglio del 1601 a capo di un esercito concesso dalla corona a cui si era rivolto. Collaborando con il generale imperiale Giorgio Basta, surclassò i transilvani a Guruslău il 3 agosto, ma il 19 dello stesso mese finì assassinato per ordine del suo alleato di poco prima, il militare italiano. I nobili e gli storici ungheresi e sassoni quasi coevi descrivevano Michele il Coraggioso alla stregua di un tiranno, ritenendolo "un odiatore seriale dei latifondisti" disposto a stroncarli con l'assistenza dei rumeni e dei siculi. Al di là di queste ricostruzioni faziose, qualunque sia la verità, l'unione personale tra Valacchia, Transilvania e Moldavia sotto la sua autorità "assurse al ruolo di simbolo del risveglio nazionale" delle Terre abitate dai rumeni nel XIX secolo.

## 1601-1689

### Fine della Lunga Guerra (1601-1606)

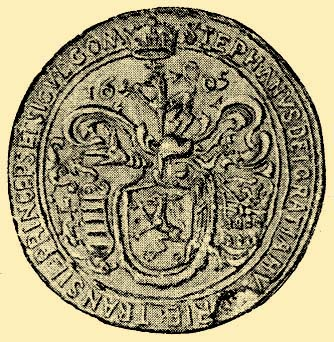
Sigillo di István Bocskai, il quale recita: "Per grazia di Dio, principe d'Ungheria e di Transilvania, conte dei siculi"

In Transilvania, le tasse salate, i saccheggi di mercenari non pagati e i tentativi di diffondere il cattolicesimo caratterizzarono il governo dei rappresentanti di Rodolfo II. Gli ottomani sostennero più pretendenti, tra cui Sigismondo Báthory e Moise Székely, nel tentativo di espellere le truppe imperiali. In Valacchia, Radu Șerban, il suocero del figlio di Michele il Coraggioso, acquisì il trono con il sostegno di Rodolfo II nel luglio 1602. Un anno dopo, invase la Transilvania, sconfisse Moise Székely e amministrò il principato in nome dell'imperatore Rodolfo fino a quando Giorgio Basta tornò a settembre. La Moldavia rimase sotto il governo di Ieremia Movilă, che tentò di mediare e giungere una riconciliazione tra gli ottomani e la Polonia.
(Lettera di Giorgio Basta del 1603)
Giacomo di Belgioioso, condottiero imperiale e cognato di Carlo Borromeo, accusò di tradimento un ricco possidente calvinista, István Bocskai, e ordinò la confisca dei suoi beni a Crişana nell'ottobre 1604. Bocskai assunse almeno 5.000 aiduchi (gruppi di combattenti, principalmente calvinisti, stabilitisi nelle terre di confine e assoldati per generare delle sommosse) che insorsero nella prolungata ribellione che deve a lui il nome. Dopo che il sultano Ahmed I nominò Bocskai principe di Transilvania, le Tre Nazioni gli giurarono fedeltà il 14 settembre 1605. L'esercito di Bocskai invase l'Ungheria e l'Austria, costringendo gli Asburgo a firmare la pace di Vienna il 23 giugno 1606. Rodolfo II confermò a Bocskai il titolo di principe di Transilvania e gli assegnò quattro comitati situati nell'Alta Ungheria.
La Lunga Guerra terminò con la pace di Zsitvatorok, che fu firmata nel novembre 1606: ai sensi del trattato, Rodolfo II riconobbe la sottomissione dei principi di Transilvania all'autorità dei sultani. Resosi conto che solo l'autonomia della Transilvania garantiva la conservazione delle libertà dei nobili in Ungheria, Bocskai sottolineò che "finché la Corona Ungherese si schiera con una nazione più potente della nostra, con i tedeschi, [...] sarà necessario e opportuno avere un principe magiaro in Transilvania". Bocskai morì senza avere figli il 29 dicembre 1606.

#### Cambiamenti sociali successivi al 1601

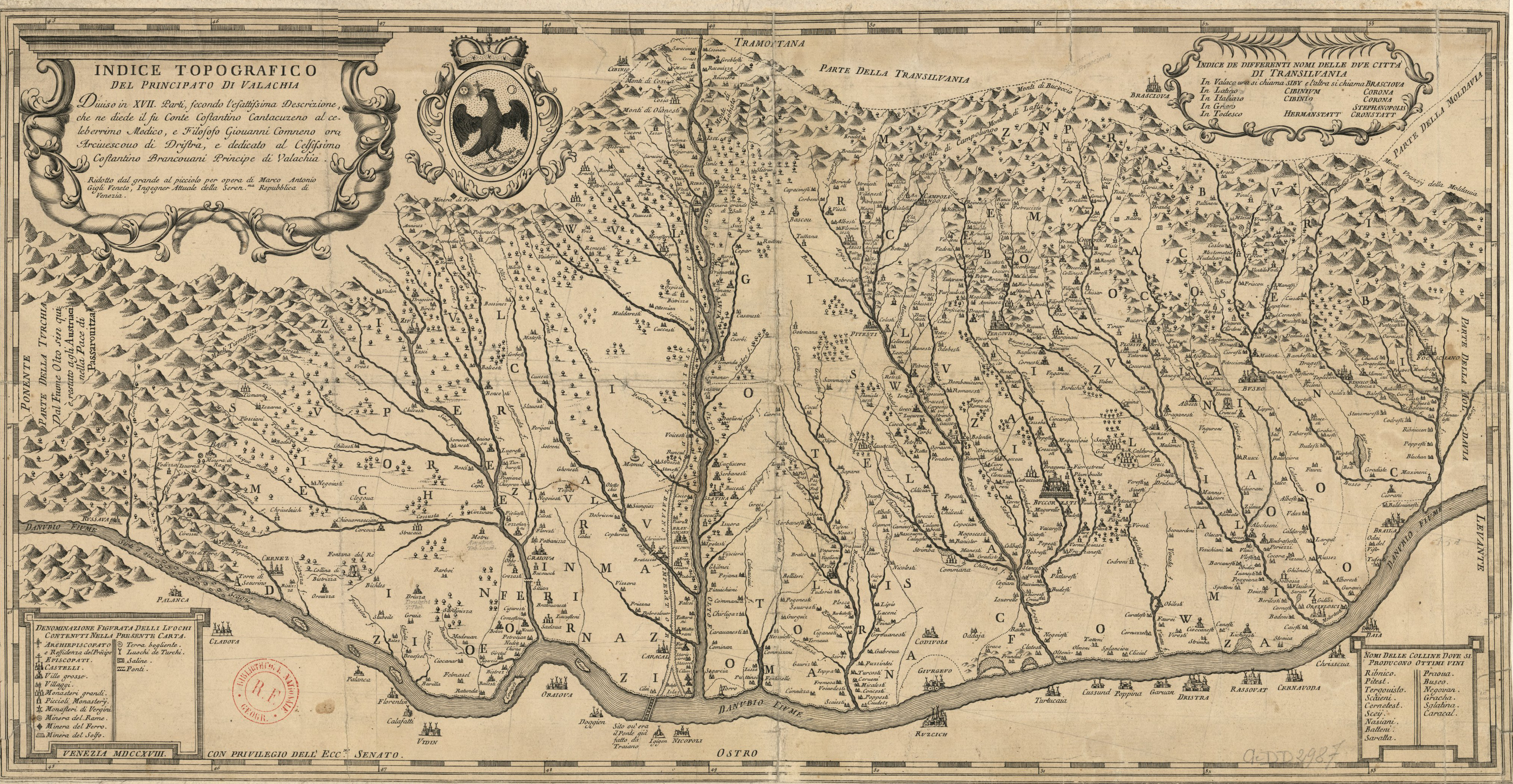
La Valacchia in una mappa del nobile Constantin Cantacuzino

Durante il breve ma intenso mandato di Michele il Coraggioso e i primi anni della sovranità turca, le modalità di distribuzione della terra in Valacchia e Moldavia cambiarono radicalmente. Nel corso degli anni, i principi valacchi e moldavi concessero terre ai boiardi fedeli in cambio del servizio militare, così che nel XVII secolo quasi nessuna terra era rimasta da assegnare. I boiardi in cerca di ricchezza iniziarono a quel punto a invadere le terre dei contadini e la loro fedeltà militare al principe si indebolì. Di conseguenza, la servitù della gleba si diffuse in modo ampia, con i latifondisti più abbienti che finirono di rado per operare come guerrieri e una classe intermedia composta da nobili minori decisamente meno ricchi. Gli aspiranti principi furono costretti a raccogliere enormi somme per tracciade la loro strada verso il potere con la corruzione, comportando conseguenti maggiori tassazioni e vessazioni sul ceto contadino. Qualunque principe che avesse desiderato migliorare la sorte dei contadini rischiava di non avere le entrate necessarie per ottenere la conferma del potere dalla Sublime porta, estromettendosi così dalla corsa al titolo e dovendo prepararsi ad affrontare tentativi di usurpazione. Pochi principi perirono da allora di morte naturale, ma vissero incoronati in mezzo a grandi lussi.
Ai sensi trattati firmati all'inizio del Seicento tra i principati rumeni (Valacchia e Moldavia), ai sudditi turchi non era consentito stabilirsi nei principati, possedere terreni, costruire case o moschee, né sposarsi. Nonostante queste restrizioni imposte agli ottomani, i principi consentirono a mercanti e usurai greci e osmanici di accedere ai confini, influendo, come in parte avverrà, sulle ricchezze dei principati.
I lunghi inverni e le estati piovose con frequenti precipitazioni contraddistinsero la piccola era glaciale vissuta nella Transilvania del XVII secolo. A causa dei brevi autunni, le terre abitati sugli altipiani furono convertite in zone di pastura. La Lunga Guerra aveva peraltro causato una catastrofe demografica: a titolo di esempio, si pensi che la popolazione diminuì di circa l'80% nei villaggi di pianura e di circa il 45% sulle montagne nei comitati di Sălaj e di Dăbâca durante l'estenuante conflitto; i due principali centri sassoni, Sibiu e Brașov, persero più del 75% dei loro abitanti. Le Diete spesso emanavano decreti che prescrivevano il ritorno di servi in fuga ai loro signori attraverso la concessione di sei anni di esenzione dalle tasse per i nuovi coloni, ma tali decreti divennero rari a partire dal 1620, circostanza che lascia immaginare una cicatrizzazione della ferita demografica. Tuttavia, le epidemie di morbillo e peste bubbonica esplose con alternanza decennale uccisero molte persone nel corso di tutto il secolo.

### I tre principati sotto il dominio ottomano

#### Principato di Transilvania (1606-1688)

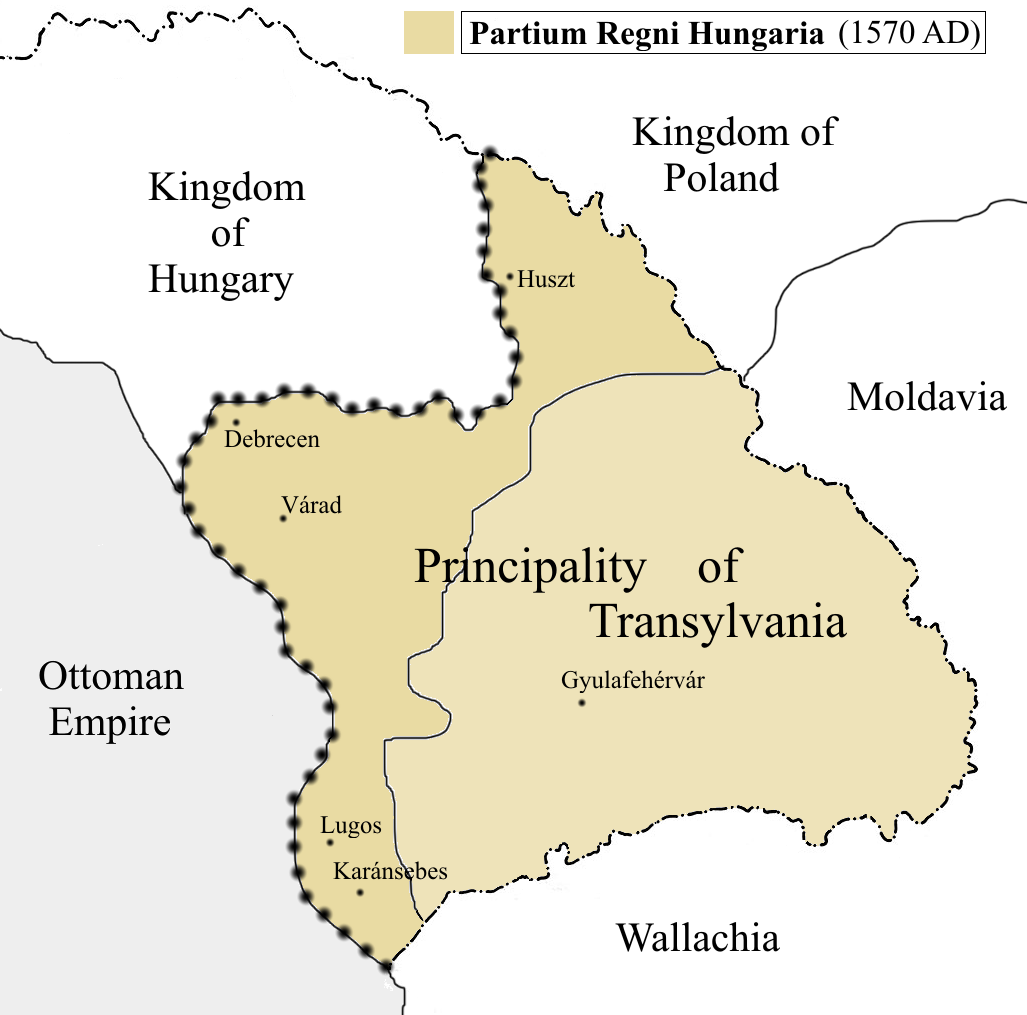
Il Principato di Transilvania nel 1570, con la Transilvania propriamente detta e il Partium

Nelle sue ultime volontà, scritte nel 1606, Stephen Bocskai aveva designato un ricco barone dell'Alta Ungheria, Bálint Drugeth, come suo successore. Mentre gli ottomani sostenevano nella corsa Drugeth, anche un membro della famiglia reale dei Báthory, ovvero Gabriele, reclamò per sé il trono transilvano. Approfittando della rivalità dei due pretendenti, la Dieta elesse Sigismondo Rákóczi in qualità di principe all'inizio del 1607. Un anno più tardi, Gabriele Báthory si alleò con gli aiduchi, costrinse Rákóczi a rinunciare e si impadronì del trono: su richiesta degli aiduchi, questi promise che non si sarebbe mai separato dalla Santa Corona d'Ungheria. Radu Șerban di Valacchia e Constantin Movilă di Moldavia giurarono subito fedeltà a Báthory. Il comportamento erratico di Báthory alienò sia i suoi sudditi che le potenze vicine: catturate Sibiu e Brașov, invase la Valacchia senza l'approvazione del sultano. La Sublime Porta decise di detronizzarlo e inviò Gabriele Bethlen per portare a termine questo compito: subito dopo, il comandante militare invase la Transilvania al fianco di truppe ottomane, valacche e tartare. Le Tre Nazioni lo proclamarono principe il 23 settembre 1613 e gli aiduchi uccisero l'oppositore politico rimasto.

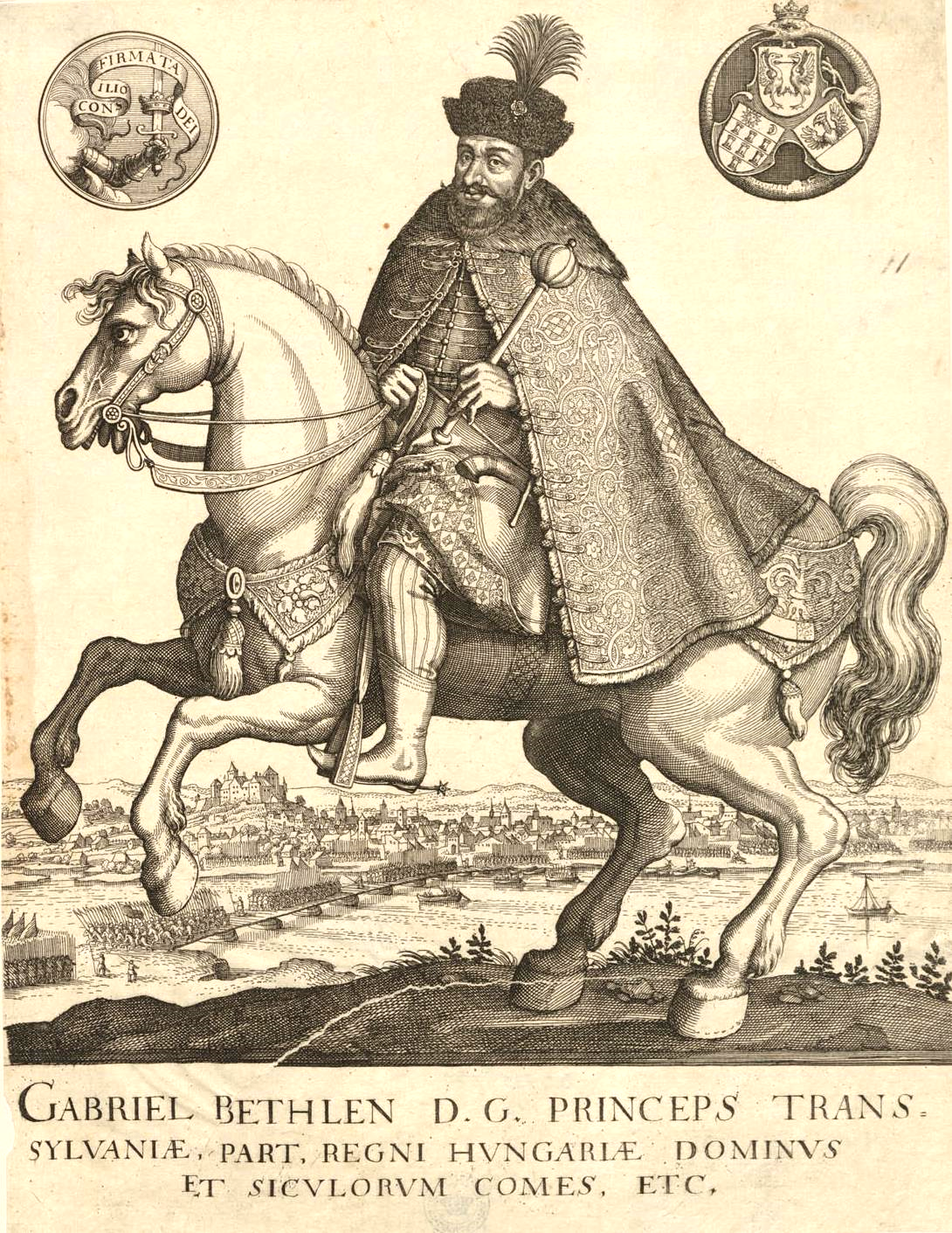
Gabriele Bethlen

La Transilvania prosperò durante il regno di Bethlen, non limitando le libertà delle Tre Nazioni ed esercitando le prerogative reali per limitare la loro influenza sull'amministrazione statale. Dal 1615, almeno i due terzi di coloro che partecipavano alla Dieta erano delegati da lui nominati. Egli introdusse una politica economica mercantilista, incoraggiando l'immigrazione di artigiani ebrei e battisti dal Sacro Romano Impero, creando monopoli di stato e promuovendo l'esportazione. La Dieta controllava solo circa il 10% delle entrate statali (circa 70.000 fiorini sui 700.000 che si riscuotevano annualmente) dal 1620. Bethlen istituì inoltre un esercito permanente di mercenari, proibendo, nel 1619, ai siculi di sfuggire al servizio militare scegliendo la servitù della gleba e aumentando la tassa dovuta dai servi siculi nel 1623. Pur avendo concesso spesso la nobiltà ai servi, la Dieta del 1619 gli chiese di interrompere questa pratica, vietando anche ai rumeni di possedere armi nel 1620 e nel 1623. Bethlen fondò la prima accademia in Transilvania, promosse la costruzione di scuole e lo studio dei suoi sudditi all'estero (soprattutto in Inghilterra), e punì quei proprietari terrieri che negavano l'istruzione ai figli dei servi della gleba. Le leggi che proibivano le innovazioni religiose furono ribadite nel 1618 e la Dieta obbligò i sabbatariani, dei credenti religiosi che seguivano un culto il quale comprendeva elementi unitari e usanze ebraiche, a unirsi a una delle quattro denominazioni ufficiali. Il principe progettò di convertire i romeni al calvinismo e provò a convincere Cirillo Lucaris, patriarca di Costantinopoli, ad assisterlo, ma quest'ultimo rifiutò, sottolineando i "legami di sangue" tra i rumeni della Transilvania, della Valacchia e della Moldavia. Durante la guerra dei trent'anni, Bethlen strinse un'alleanza con l'unione evangelica e invase il regno magiaro per tre volte tra il 1619 e il 1626. Pur essendo stato eletto re d'Ungheria nell'agosto 1620, un anno dopo rinunciò a questo titolo. In cambio, ricevette sette comitati dell'Alta Ungheria, che avrebbe potuto governare fin quando non sarebbe morto.

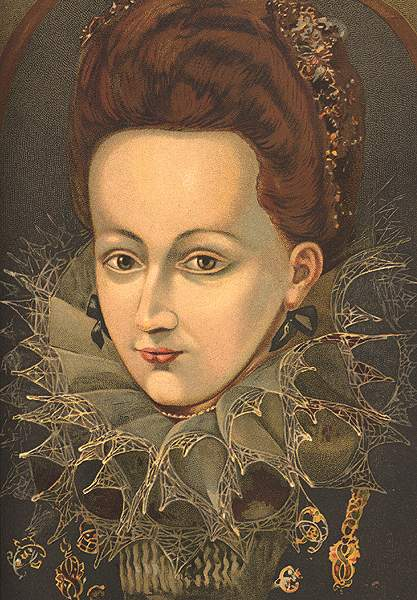
La vedova e successore di Gabriele Bethlen, Caterina di Brandeburgo

Bethlen si spense il 15 novembre 1629. La sua dipartita scatenò un conflitto tra la vedova e il fratello, rispettivamente Caterina di Brandeburgo e Stefano Bethlen, che favorì Giorgio Rákóczi, figlio di Sigismondo Rákóczi, per reclamare il trono per sé. Rákóczi fu proclamato principe il 1 dicembre 1630: tra i primi provvedimenti, decise di non portare avanti la politica mercantilista di Bethlen, abolendo altresì i monopoli statali e abbassate le tasse. Inoltre, ampliò i propri possedimenti: dai 10 domini di cui disponeva nel 1630, passò 18 anni dopo a più di 30 grandi domini in Transilvania e nell'Alta Ungheria. Rákóczi spesso accusò i suoi avversari di tradimento, circostanza che gli permise, anche in mala fede, di impossessarsi delle loro proprietà. Le espropriazioni riguardarono principalmente i sabbatariani: poiché gli insegnamenti di questa comunità si basavano su un'ideologia antitrinitaria, Il principe introdusse un controllo statale sulla Chiesa unitaria nel 1638. Rákóczi invase l'Ungheria reale e la Moravia nel 1644, ma gli ottomani gli intimarono di ritirarsi. Malgrado l'avventatezza della campagna effettuata, Ferdinando III d'Asburgo accettò di concedergli sette comitati nell'Alta Ungheria. In virtù della collaborazione delle lotte con i protestanti, la Transilvania ottenne il diritto di essere menzionata come entità sovrana nella pace di Westfalia del 1648, al fianco delle alleate Inghilterra e Svezia.
A Giorgio I Rákóczi, morto l'11 ottobre 1648, gli successe il figlio, Giorgio II. Durante il suo regno, ebbe luogo la fondamentale codificazione delle leggi del principato con la pubblicazione di un libro di leggi, le cosiddette Approbatae, nel 1653. In base a quanto disposto dall'insieme di norme, ai proprietari terrieri si ordinava di catturare tutti i popolani fuggiaschi (soprattutto i ruteni, i rumeni e i valacchi che vagavano nel paese) e di costringerli a stabilirsi nelle loro tenute come servi della gleba, proibendo altresì ai rumeni e ai contadini di imbracciare le armi e obbligando tutti i rumeni a versare la decima. Le Approbatae si rivolgevano alle comunità rumene con toni sprezzanti, affermando che erano "ammessi nella contea per il bene pubblico". Rákóczi, che sognava di sedersi sul trono polacco, intervenne nella seconda guerra del Nord per conto della Svezia e invase la Confederazione all'inizio del 1657. I polacchi sconfissero Rákóczi e i suoi alleati giunti dalla Moldavia e dalla Valacchia, costringendoli dunque a ritirarsi. Sulla strada di ritorno, un esercito tataro di Crimea annientò le truppe superstiti di Rákóczi, catturando molti dei principali nobili al suo fianco.
Appreso non solo della campagna di Rákóczi, ma pure della sua disfatta, il nuovo gran visir dell'Impero ottomano, Mehmet Köprülü, ne ordinò la sua immediata deposizione nell'ottobre del 1657. Negli anni successivi, i principi supportati dagli ottomani (Francesco Rhédey, Ákos Barcsay e Michele I Apafi) e dai loro avversari (Giorgio II Rákóczi e Giovanni Kemény) si scontrarono puntualmente l'uno contro l'altro. Durante questa fase travagliata, gli ottomani acquisirono Ineu, Lugoj, Caransebeș e Gran Varadino, e distrussero Alba Iulia, la capitale del principato, mentre i tartari di Crimea imperversarono nella terra dei siculi. Sebbene la quiete tornò a regnare dopo la morte di John Kemény, avvenuta durante una battaglia combattuta il 23 gennaio 1662, la Transilvania non poté mai agire come realtà indipendente da allora in poi.
Michele Apafi, eletto principe su richiesta degli ottomani il 14 settembre 1661, collaborò strettamente con la Dieta durante tutto il suo mandato. In ambito storiografico e religioso, è conosciuto per essere stato il primo principe ad aver invitato all'assemblea decisionale il vescovo ortodosso della Transilvania. Apafi dichiarò l'estrazione del sale sottoposta al monopolio statale e introdusse un sistema di imposte sull'agricoltura e l'allegamento che accrebbe le entrate statali. Su sua iniziativa, i decreti emanati tra il 1653 e il 1668 furono rivisti e pubblicati in un nuovo codice di leggi (Compilatae) all'inizio del 1669. Leopoldo I d'Asburgo sospese la costituzione del regno d'Ungheria e congedò due terzi dei soldati ungheresi, contrarie al suo assolutismo, dai forti di confine. I soldati rimossi, noti come  kuruc, cercarono a quel punto rifugio in Transilvania. Luigi XIV di Francia, che intraprese una guerra contro l'imperatore del Sacro Romano Impero lungo il Reno, accettò di pagare un sussidio ad Apafi per il suo sostegno ai kuruc, i quali si erano già spesso macchiati di crimini vari, nel 1677 e nel 1678. Apafi fu costretto ad arruolarsi nell'esercito ottomano, in marcia contro Vienna, e a partecipare, nell'estate del 1683, alla celeberrima battaglia omonima, facendo però presto ritorno in Transilvania dopo la disfatta osmanica già il 12 settembre. Su iniziativa di papa Innocenzo XI, la Repubblica di Venezia, Leopoldo I, e Giovanni III Sobieski, re della Confederazione polacco-lituana, formarono la Lega Santa, in funzione anti-turca, all'inizio del 1684. Dopo che gli ambasciatori di Apafi e Leopoldo I firmarono un trattato a Cârțișoara nella primavera del 1685, la Transilvania divenne un membro segreto dell'alleanza. Ai sensi dell'accordo, Apafi accettava la sovranità della corona ungherese, malgrado Leopoldo I promise di rispettare l'autonomia della Transilvania. Queste disposizioni furono ripetute in un nuovo accordo siglato a Vienna il 28 giugno 1686, ma l'atto prescriveva stavolta che anche le truppe imperiali fossero poste a presidio di Deva e Cluj. Sebbene la Dieta si fosse rifiutata di confermare l'accordo, Apafi permise alle truppe imperiali di trascorrere la stagione invernale in Transilvania, dopo una serie di vittorie riportate dall'esercito unito della Lega Santa nell'autunno del 1687. Ad ogni modo, Apafi non mancò di inviare l'annuale tributo alla Sublime Porta alla fine dell'anno. Antonio Carafa, comandante delle truppe imperiali, costrinse le Tre Nazioni a riconoscere il dominio ereditario degli Asburgo e a permettere alle truppe imperiali di presidiare le principali città. I borghesi di Baia Mare, Brașov, Bistrița e Sibiu rifiutarono di sottostare al diktat, ma Carafa li sottomise con la forza nel febbraio 1688. Leopoldo I si dimostrò disposto a confermare la libertà di religione solo nel caso in cui i delegati della Transilvania avessero prestato fede alle proprie precedenti promesse.

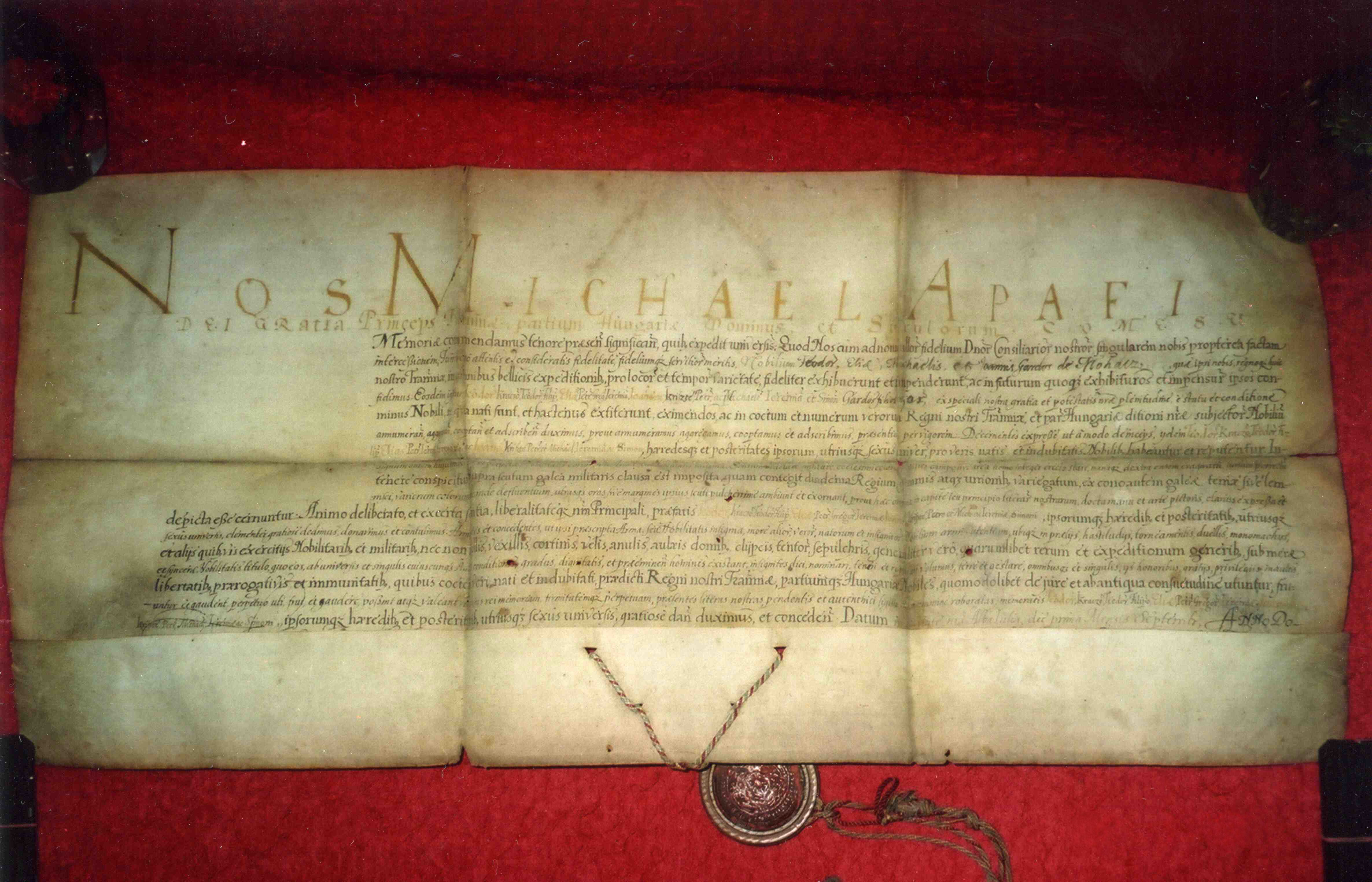
Il diploma con cui Michele I Apafi concedeva i diritti di nobiltà

Nuove specie di piante domestiche furono introdotte in Transilvania nel XVII secolo. Il mais, registrato per la prima volta nel 1611 e giunto dalle Americhe, divenne un alimento popolare in questa fase storica. Il tabacco fu coltivato dalla seconda metà del Seicento, ma la Dieta emanò dei decreti per regolamentare il fumo già nel 1670. Il luppolo fece la sua comparsa nelle aree montuose alla fine del XVII secolo. L'attività mineraria, che era diminuita nei secoli precedenti, fiorì durante il regno di Gabriele Bethlen. La Dieta del 1618 decretò che sia i minatori locali che quelli stranieri potevano aprire liberamente nuove miniere e, per questo, risultavano esentati dalla tassazione. Oltre all'oro, all'argento e al ferro, si estraeva del mercurio ad Abrud e Zlatna, poiché tale elemento chimico costituiva una non trascurabile fonte di entrate statali. Gli insediamenti distrutti durante la Lunga Guerra tornarono a riprendersi dopo la ricostruzione tra il 1613 e il 1648. La diffusione dell'architettura rinascimentale, unita ai danni causati dai conflitti, accelerò il passaggio degli agglomerati urbani dal loro carattere medievale a una forma urbana: si pensi alla comparsa dei parchi, delle statue, delle ampie piazze e delle fontane inaugurate ad Alba Iulia e a Gilău. Anche i centri rurali subirono un processo di trasformazione: scomparvero infatti le capanne tradizionali e le nuove case edificate presentavano più stanze. Durante il Seicento, le escursioni nella campagna divennero un'attività popolare per i cittadini.

#### Valacchia (1606-1688)
Radu Șerban aveva concluso durante il suo mandato dei trattati di non aggressione con Sigismondo Rákóczi e Gabriele Bethlen; tuttavia, quest'ultimo invase la Valacchia, costringendo il principe a fuggire nel dicembre 1610. Poiché Radu Șerban aveva adottato una politica anti-ottomana, la Sublime Porta aiutò Radu Mihnea a salire al trono nel 1611. La maggior parte dei boiardi prese le parti del nuovo pupillo, circostanza che gli permise di respingere gli attacchi di Radu Șerban tra il 1611 e il 1616. L'immigrazione su larga scala dei greci, detti fanarioti dal nome del quartiere dove principalmente risiedevano a Istanbul, cominciò proprio durante il regno di Radu Mihnea. La loro capacità economica consentì loro di acquistare proprietà terriere e, più tardi, anche lo status di boiardi.
La Sublime Porta trasferì Radu Mihnea in Moldavia e nominò Alexandru Iliaș principe di Valacchia nel 1616. Due anni dopo, il palese favoritismo del nuovo sovrano nei confronti degli ellenici causò una grande rivolta, durante la quale i nobili nativi scontenti, guidati da Lupu Mehedițeanu, uccisero proprietari terrieri e mercanti greci. I disordini permisero a Gabriel Movilă di impadronirsi del trono, ma la sua permanenza fu breve e questi fu espulso nel 1620 da Radu Mihnea, che così unì la Valacchia e la Moldavia sotto il suo dominio. Il sultano Osman II invase la Polonia e assediò Hotin (ora Chotyn in Ucraina) nel settembre 1621. Dopo che i confederati liberarono il forte, Radu Mihnea che aveva accompagnato il sultano fece da mediatore a un trattato di pace tra le due parti. Radu Mihnea nominò suo figlio, Alexandru V Coconul, principe di Valacchia nel 1623; quattro anni dopo, Alexandru Iliaș salì al trono per la seconda volta.
Il regno di Leon Tomșa, che salì al trono nel 1629, diede adito a una nuova rivolta anti-greca. Il 19 luglio 1631, il boiardi ribelli, sostenuti da Giorgio I Rákóczi, costrinsero Leon Tomșa ad espellere tutti i greci che non avevano sposato una donna locale e che non possedevano proprietà terriere in Valacchia. Il principe esentò altresì i boiardi dalla tassazione e confermò i loro diritti di proprietà. Un anno dopo, Istanbul detronizzò Leon Tomșa e nominò quale principe il figlio di Alexandru Iliaș, Radu. Nel timore di una crescente influenza fanariota, i boiardi offrirono il trono a uno dei conterranei di questi ultimi, Matei Brâncoveanu, nell'agosto 1632. Matei Brâncoveanu, fuggito in Transilvania durante il regno di Leon Tomșa, tornò in Valacchia e sconfisse Radu Iliaș a Plumbuita nel mese di ottobre. Questi convinse la Sublime Porta a confermare il suo governo, dovendo però in cambio aumentare l'importo del tributo annuo da 45.000 a 135.000 talleri. Spacciandosi come discendente di un vecchio principe, Neagoe Basarab, cambiò nome e regnò come Matei Basarab dal settembre 1631.

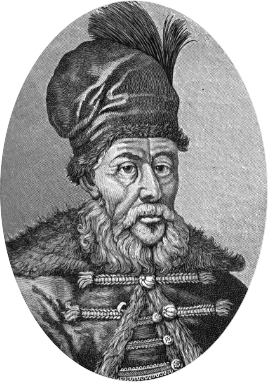
Matei Basarab, il cui regno coincise con una parentesi di stabilità nella Valacchia

Matei Basarab collaborò strettamente con i boiardi durante tutto il suo dominio: questi convocò regolarmente la loro assemblea e rafforzò il controllo dei boiardi sui contadini che lavoravano nei loro feudi. Su sua iniziativa, riaprirono la miniera di rame a Baia de Aramă e la miniera di ferro a Baia de Fier e due cartiere, mentre aprì una vetreria. Il principe abbandonò inoltre il precedente sistema di tassazione, dipendente dall'estrazione del sale e dai dazi doganali. Quest'ultima riforma accrebbe il carico fiscale a tal punto che molti dei servi della gleba salutarono la Valacchia. Per ovviare all'emigrazione, Matei Basarab riscosse le tasse che avrebbero dovuto pagare i servi della gleba partiti gravando su quelli che erano rimasti. L'aumento delle entrate gli permise di finanziare la costruzione o la ristrutturazione di 30 chiese e monasteri in Valacchia e sul monte Athos. Inoltre, fu possibile costruire il primo istituto di formazione superiore in Valacchia, situato a Târgoviște, nel 1646. Forte della costituzione di un esercito di mercenari, Matei Basarab concluse una serie di trattati con Giorgio I e II Rákóczi tra il 1635 e il 1650, promettendo di versare una somma di danaro ogni anno. In cambio, entrambi i principi lo aiutarono contro Vasile Lupu di Moldavia, autore di diversi tentativi di espansione della sua autorità sulla Valacchia. L'eccessivo gravo fiscale e l'incapacità del principe di soddisfare le richieste dei suoi soldati per un salario più alto causarono una rivolta alla fine del governo di Basarab, morto poi il 9 aprile 1654.
Dieci giorni dopo, i boiardi elessero quale principe Costantino Șerban, figlio illegittimo di Radu Șerban. Su richiesta dei boiardi, il nuovo sovrano congedò molti soldati, provocando una nuova rivolta nel febbraio 1655. I moschettieri scontenti e le guardie locali (essenzialmente seimeni e dorobanți) si unirono ai servi ribelli e attaccarono le corti dei boiardi. Il principe cercò l'assistenza di Giorgio II Rákóczi e Gheorghe Ștefan di Moldavia: il loro esercito congiunto sconfisse gli insorti sul fiume Teleajen il 26 giugno, ma gruppi più piccoli di combattenti deposti continuarono ad ingaggiare battaglia fino a quando il loro capo, Hrizea di Bogdănei, fu ucciso nel 1657. Costantino Șerban riconobbe la sovranità di Giorgio II Rákóczi nel 1657; dopo la caduta di Rákóczi, Istanbul detronizzò Costantino Șerban e insediò Mihnea III, che sarebbe stato il figlio di Radu Mihnea, come nuovo principe all'inizio del 1658. Tuttavia, quest'ultimo formò un'alleanza anti-ottomana con Giorgio II Rákóczi e Costantino Șerban, che nel frattempo avevano assunto il controllo della Moldavia. Egli sconfisse gli osmanici a Frătești il 23 novembre 1659, ma un'invasione combinata dei turchi e dei tatari di Crimea lo costrinse a riparare in Transilvania.

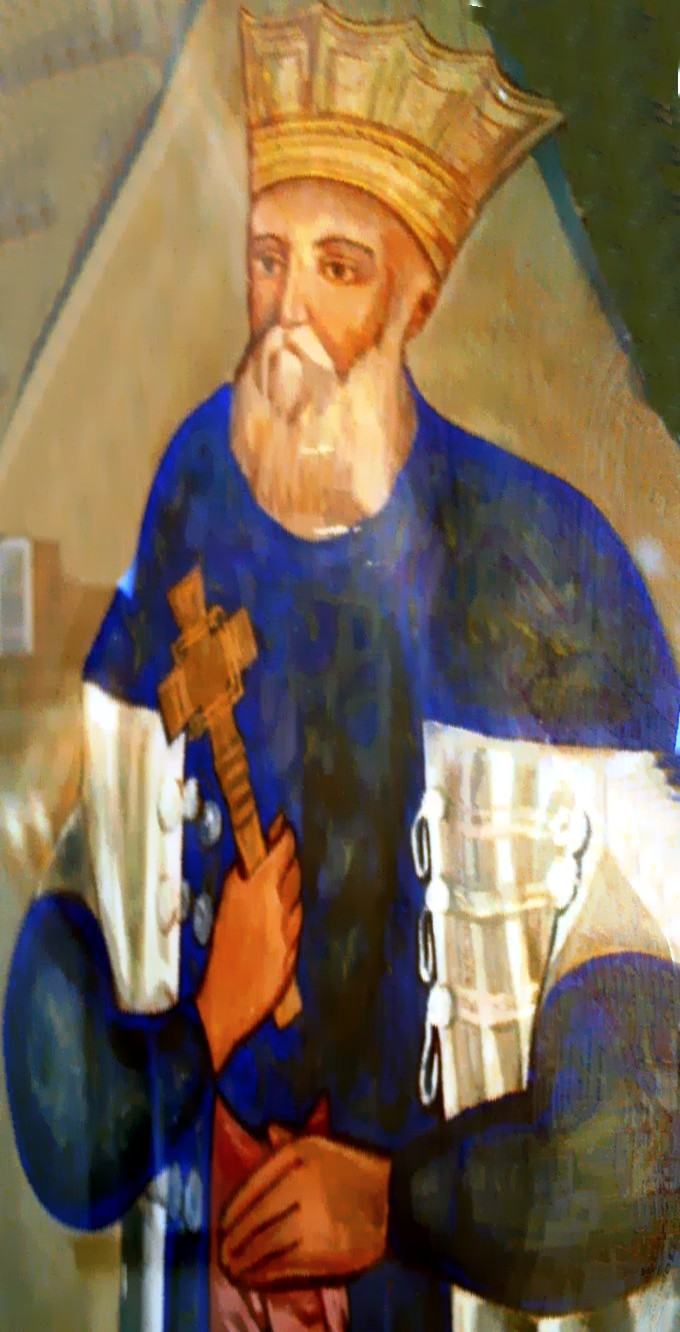
Șerban Cantacuzino: tentò di trasformare la Valacchia in una monarchia ereditaria

I boiardi, che erano fortemente contrari alla politica anti-ottomana di Mihnea III, esercitarono una sensibile influenza sull'amministrazione statale dopo la sua rimozione. Questa élite di nobili si divideva a livello di sostegno in due correnti, una prima sostenitrice dei Cantacuzini, di etnia ellenica, e l'altra a favore dei Băleni, una dinastia locale. L'impero ottomano ignorò la faida interna e promosse la nomina di Gheorghe Ghica, proclamato principe nel dicembre 1659, ma questi presto rinunciò a favore di suo figlio, Gregorio I Ghica. Il giovane governatore amministrò le terre di sua competenza con l'assistenza di Costantino Cantacuzino. Gregorio Ghica prese parte alla campagna ottomana contro l'Ungheria nel 1663 e nel 1664, ma quando le spie di Istanbul scoprirono una sua corrispondenza segreta con gli Asburgo, questi dovette fuggire a Vienna. La Sublime Porta nominò allora Radu Leon, ovvero il figlio di Leon Tomșa, che era stato principe dal 1629 al 1632. Questi favorì il partito greco, il quale era riuscito a condizionare la politica di quegli anni, ma i boiardi valacchi lo costrinsero a promulgare di nuovo il decreto emesso da suo padre contro i fanarioti. Detronizzato nel marzo 1669, salì comunque alla massima carica un fantoccio dei Catacuzino, tale Antonio I di Popești. Dopo che i rumeni avevano segnalato più volte le loro perplessità sull'eccessiva ingerenza dei greci, la Sublime Porta reinsediò Giorgio Ghica sul trono nel 1672. Questi partecipò alla guerra contro la Polonia nel 1673, ma si lasciò catturare dai confederati, evento che contribuì alla sconfitta di turchi nella battaglia di Chocim l'11 novembre 1673. Gli ottomani detronizzarono Ghica e nominarono a quel punto come principe Gheorghe Duca, un fanariota di Istanbul. Ghica elevò nuove famiglie al ruolo di boiardi, i Cuparescu dalla Moldavia e i Leurdeni, allo scopo di controbilanciare l'influenza dei Cantacuzino. Tuttavia, la Sublime Porta preferì alla fine trasferire Ducas in Moldavia e nominò il ricco aristocratico Șerban Cantacuzino.
Il nuovo governatore, che rappresentò l'esponente principale del cosiddetto primo periodo fanariota in Romania, voleva ripristinare il potere assoluto dei monarchi: per adempiere a tale scopo, catturò e giustiziò molti membri della famiglia Băleni. Șerban istituì una scuola per l'istruzione superiore e invitò studiosi ortodossi dell'impero ottomano a insegnare filosofia, scienze naturali e letteratura classica. Pur avendo sostenuto i turchi durante l'assedio di Vienna nel 1683, negoziò con le potenze cristiane. Complice il timore dei tentativi degli Asburgo di promuovere il cattolicesimo, Cantacuzino cercò di stringere un'alleanza con il regno russo. Dopo che le truppe imperiali assunsero il controllo della Transilvania nel 1688, Cantacuzino si dimostrò disposto ad accettare la sovranità di Leopoldo I in cambio del Banato e il riconoscimento del dominio ereditario dei suoi discendenti in Valacchia, ma le sue offerte furono rifiutate. Le trattative erano ancora in corso quando Cantacuzino morì inaspettatamente nel mese di ottobre.
La diffusione dei caravanserragli nel XVII secolo rappresentò un consistente passo avanti nel settore del commercio. Secondo i resoconti dei viaggiatori stranieri, a titolo di esempio, vi erano sette caravanserragli a Bucarest nel 1666. Șerban Cantacuzino, che promosse in vita con grande cura l'economia, si accorse presto della necessità di costruire nuovi ponti e strade, tanto che procedette ad ammodernare quelle già disponibili e a realizzarne di nuove. Su sua iniziativa, anche il mais raggiunse la Valacchia. Le alte ville costruite per i Cantacuzino a Măgureni e Filipești a metà del secolo mostrano la crescente ricchezza del ceto nobiliare più abbiente.

#### Moldavia (1606-1687)
Ieremia Movilă, che diede in sposa le sue figlie a magnati polacchi, mantenne salda l'alleanza con Varsavia, ma non si rivoltò mai contro Istanbul. Movilă si assicurò con successo che sia la Polonia che gli ottomani riconoscessero il diritto ereditario della sua famiglia al trono, ma dopo la sua morte nell'estate del 1606, i boiardi cercarono di ostacolare suo figlio, Costantino, nella fase di ascesa. Il giovane principe, la cui madre Elisabetta godeva di una certa fama per le sue abilità politiche, salì alla massima carica solo alla fine del 1607. Constantin Movilă rafforzò l'alleanza con la Confederazione polacco-lituana, la Transilvania e la Valacchia, suscitando l'irritazione degli osmanici. La Sublime Porta lo sostituì infatti con Stefano II Tomșa nel settembre 1611: dopo aver soppresso il fallito tentativo di ritorno al potere di Constantin Movilă con l'appoggio polacco, Stefano Tomșa introdusse un duro regime repressivo, giustiziando molti boiardi. Quando questi insorsero in aperta ribellione con l'assistenza di Varsavia, fu facile riuscire a detronizzare il principe in favore di Alexandru Movilă nel novembre 1615. Gli ottomani intervennero aiutando Radu Mihnea, che aveva riappacificato la Valacchia, a sedersi sul trono nel 1616.
La Moldavia fu inclusa nella pace di Busza, firmata nel settembre 1617, tra la Confederazione polacco-lituana e l'impero ottomano, che obbligava la prima a cedere la fortezza di Chotyn alla Moldavia e a rinunciare a sostenere gli avversari di Radu Mihnea. Nello stesso anno, in molti luoghi iniziarono delle rivolte contadine a causa dell'aumento della tassazione. La Sublime Porta concesse in seguito la Moldavia a Gașpar Graziani, un avventuriero veneziano, nel 1619. Egli tentò di stringere un'alleanza anti-ottomana con la Polonia e gli Asburgo, ma un gruppo di boiardi lo assassinò nell'agosto 1620. Nell'arco di un decennio e mezzo successivo successero sul trono sei principi: Alexandru Iliaș, Stephen Tomșa, Radu Mihnea, Miron Barnovschi-Movilă, Alexandru Coconul e Moise Movilă. Barnovschi-Movilă ordinò che i servi fuggitivi tornassero alla corte dei loro signori. Una rivolta dei contadini costrinse Alexandru Iliaș ad abdicare nel 1633, e la folla massacrò molti dei suoi cortigiani greci.
Un periodo di stabilità iniziò quando Vasile Lupu salì al trono nel 1634. Di origine albanese, ricevette un'educazione classica e fu proclamato principe dopo una ribellione contraria ai fanarioti. Lupu Vasile si considerava il successore degli imperatori bizantini e introdusse un regime autoritario. Questi si guadagnò il sostegno sia dei boiardi filo-polacchi che di quelli filo-ottomani, ma rafforzò anche la posizione degli ellenici attraverso l'erogazione delle entrate statali e sostenendo la loro acquisizione di proprietà terriere. Vasile istituì un collegio a Iași nel 1639 e promosse l'introduzione della stampa per la prima volta in Moldavia tre anni più tardi, assieme alla pubblicazione di testi religiosi e giuridici. Il suo progetto principale passava per l'unione della Moldavia e della Transilvania sotto il suo dominio: affinché ciò avvenisse, occorreva spodestare Matei Basarab, al potere in Moldavia, ma nonostante i quattro tentativi effettuati tra il 1635 e il 1653, non fu capace di raggiungere risultati positivi. Ebbero invece miglior sorte gli attacchi compiuti ai danni dei cosacchi e dei tatari di Crimea, impegnati ad attraversare la Moldavia dopo le loro campagne contro la Polonia nel 1649. Per rappresaglia, i cosacchi e i tatari invasero congiuntamente la Moldavia l'anno successivo. L'etmano Bohdan Chmel'nyc'kyj convinse Vasile Lupu a far sposare sua figlia, Ruxandra, con il figlio dell'etmano, Tymofij nel 1652. Vasile Lupu fu rovesciato da un golpe militare che il logoteta (logofăt) Giorgio Stefano organizzò contro di lui con l'assistenza transilvana e valacca all'inizio del 1653. Tymofij Chmelnyzkyj lo sostenne nel momento del ritorno, ma le loro truppe furono sconfitte nella battaglia di Finta il 27 maggio.
Giorgio Stefano destituì i parenti di Vasile Lupu dalle più alte cariche, spendendo al contempo somme ingenti per pagare i suoi mercenari. Malgrado la paga, non riuscì a impedire che questi saccheggiassero le campagne o si scontrassero tra di loro. Anche se la Sublime Porta gli proibì di parteggiare per Giorgio II Rákóczi, egli inviò una forza composta da 2.000 uomini per accompagnare Rákóczi in Polonia. Per rappresaglia, Istanbul detronizzò Giorgio Stefano e posizionò sul trono Giorgio Ghica nel 1659.
Sebbene secoli di continui attacchi e incursioni da parte di turchi, tartari, polacchi, ungheresi e cosacchi avessero paralizzato la Moldavia e la Valacchia e causato perdite economiche e umane, le due realtà appena menzionate si erano relativamente adattate a questo tipo di guerra. Durante la seconda metà del XVII secolo, la Confederazione polacco-lituana subì una serie simile di attacchi: gli attacchi svedesi, cosacchi e tartari alla fine lasciarono la Polonia in rovina, facendole perdere il suo posto come potenza dominante dell'Europa centrale e la sua influenza sulla Romania quando si concluse il Diluvio, nel 1660.
Le cattoliche Polonia e Ungheria, pur essendo terre cristiane, cercarono costantemente di acquisire il controllo delle ortodosse Moldavia e Valacchia nei decenni 1670-1680. Per ridurre la pressione degli stranieri, si cercò un nuovo possibile alleato, individuato nella Russia, che apparentemente non rappresentava alcun pericolo per la Moldavia, sia per ragioni geografiche sia religiose.

## 1689-1815

### Moldavia
Tra la fine del XVI secolo e l'inizio del XVII secolo, la Moldavia ebbe sfortunate esperienze nei suoi sforzi per l'assistenza russa da parte di Ivan III e Alessio Michajlovič contro i turchi e i tartari. Sotto Pietro il Grande, la forza e l'influenza della Russia erano cresciute molto e ciò lasciava immaginare che Mosca rappresentasse un eccellente alleato per la Moldavia. Numerosi moldavi e valacchi si arruolarono nell'esercito di Pietro, che comprendeva uno squadrone composto solo dalla cavalleria rumena. Sotto Constantin Cantemir, Antioh Cantemir e Constantin Brâncoveanu, la Moldavia e la Valacchia speravano che, se fosse giunto il supporto russo, avrebbero potuto scacciare i turchi dalle città di confine, in primis Kilija e Cetatea Albă). Ad ogni modo, non si creò una qualche connessione stabile tra le due controparti.
Carlo XII di Svezia, dopo la sua sconfitta nel 1709 alla battaglia di Lesnaya, cercò rifugio a Tighina, un forte di confine dello stato vassallo turco della Moldavia, presidiato dalle truppe ottomane. Per dare un segnale importante a livello internazionale, Pietro giunse a Iaşi nel 1710: lì, si inaugurarono dei lunghi negoziati, culminati con la firma del trattato di alleanza russo-moldavo, il primo sottoscritto dalle due controparti in chiave anti-turca, a Luc'k il 24 aprile 1711. L'atto prevedeva la guida ereditaria del suo intimo amico Dimitrie Cantemir (figlio di Constantin Cantemir e fratello di Antioh Constantin), che doveva fregiarsi del titolo di Sereno Signore della terra di Moldavia, Sovrano, e Amico (Volegator) della terra di Russia, ma non come vassallo di quest'ultima, bensì degli ottomani. Sebbene a quel tempo il confine occidentale dell'impero russo coincidesse con il Bug Orientale, il trattato stabiliva che il Dnestr avrebbe dovuto diventare il confine con la Moldavia e che il Budžak doveva rimanere alla Moldavia. Il paese non doveva versare alcun tributo e lo zar si impegnò a non ledere i diritti del sovrano moldavo, oltre che di chi gli sarebbe succeduto. Convincendosi di aver finalmente trovato il "salvatore della Moldavia", i boiardi tennero un banchetto in onore del monarca russo e per celebrare il trattato.
Per tutta risposta, un grande esercito ottomano si avvicinò lungo il Prut e, nella battaglia di Stanilesti che ne seguì, nel giugno del 1711, gli eserciti russo e moldavo subirono una grande sconfitta. La guerra terminò con la pace del Prut il 21 luglio 1711 e il gran visir impose allora condizioni drastiche. Il trattato prevedeva che gli eserciti russi avrebbero abbandonato immediatamente la Moldavia, rinunciato alla sua sovranità sui cosacchi, distrutto le fortezze erette lungo la frontiera e restituito Očakiv all'impero osmanico. La Moldavia restava obbligata ad assistere e a sostenere tutte le spese per i rinforzi e le forniture che attraversavano il territorio moldavo. Il principe Cantemir, molti dei suoi boiardi e gran parte dell'esercito moldavo dovettero cercare rifugio in Russia.
Come risultato della loro vittoria nella guerra del 1711, i turchi collocarono una guarnigione a Hotin, ricostruirono la fortezza sotto la direzione degli ingegneri francesi e convertirono la regione circostante in un sangiaccato. La Moldavia appariva allora chiusa dalle strisce di confine turche a Hotin, Tighina, Akkerman, Kilia, Ismail e Reni. Il nuovo sangiaccato era il più esteso sul territorio moldavo, in quanto comprendeva un centinaio di villaggi e le città mercato di Lipcani, Briceni e Noua Suliță. Sotto gli ottomani, la Bessarabia e la Transnistria videro una costante immigrazione dalla Polonia e dalla Rutenia, verso i distretti di Hotin e Chișinău, di contadini senza terra di lingua rutena, in gran parte fuggitivi dalla rigida servitù della gleba che regnava lì.
Ai moldavi in servizio tra le file russe si unirono gli ussari moldavi e valacchi di recente adesione (in romeno Hansari) reduci dalla guerra del 1735-1739. Quando il feldmaresciallo Burkhard Christoph von Münnich entrò a Iaşi, il nucleo vitale della Moldavia, le truppe ausiliarie moldave al servizio dei turchi cambiarono schieramento e passarono con i russi. A quel punto, essi vennero ufficialmente costituiti nel "Reggimento numero 96 - Ussari moldavi" (Moldavskij Hussarskij Polk), sotto il principe Cantemir, il 14 ottobre 1741. Presero parte alla guerra del 1741-1743 con la Svezia e alle campagne del 1741 e del 1743 a Villmanstrand e Helsinki. Durante la guerra dei sette anni, le due compagini combatterono assieme nella battaglia di Gross-Jägersdorf (1757), nella battaglia di Zorndorf (1758), nella battaglia di Kunersdorf (1759) e nella cattura di Berlino del 1760.

### Periodo fanariota
Un'importante condizione della pace di Prut richiedeva che la Moldavia e la Valacchia si sarebbe soltanto limitate a nominare i governanti. I fanarioti ricevettero la nomina al ruolo ospodari dal 1711 al 1821, inaugurando il lungo (o secondo) periodo fanariota. La fine del XVIII secolo è considerata uno dei periodi più bui della storia rumena, in quanto più volte i governatori dimostrarono soltanto il loro interesse ad arricchirsi.
Sotto i discendenti degli ellenici, la Moldavia fu il primo stato dell'Europa orientale ad abolire la servitù della gleba, quando Costantino Mavrocordato, convocò i boiardi nel 1749 a un grande sinodo nella chiesa dei Tre Gerarchi a Iași. In Transilvania, questa riforma non ebbe luogo fino al 1784, come conseguenza della sanguinosa rivolta dei contadini rumeni scatenata da Horea, Cloşca e Crişan. La Bessarabia apparì in quel momento ancora più attraente per i servi polacchi e russi. I primi dovevano servire i loro padroni gratuitamente per 150 giorni all'anno, mentre i secondi erano praticamente schiavi. L'immigrazione clandestina dalla Polonia e dall'Ucraina affluiva in particolare ai confini della Bessarabia, intorno a Hotin e Cernăuţi.

### Espansionismo russo

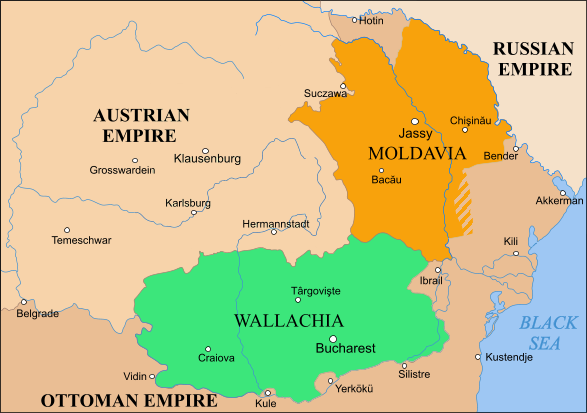
La Moldavia prima del trattato di Bucarest (1812)

Alla fine del XVIII secolo e all'inizio del XIX secolo, Moldavia, Valacchia e Transilvania si trovarono ad essere un'area di scontro per tre imperi vicini: quello asburgico, quello russo e quello ottomano.
Nel 1768, scoppiò una guerra durata sei anni tra Russia e Turchia: la prima assunse il dominio di Hotin, Bender e Iaşi e occupò la Moldavia per tutta la durata del conflitto. Nel 1772, la prima spartizione della Polonia assegnò la Galizia e Lodomiria all'Austria, mentre la Volinia e la Podolia alla Russia. In tal modo, la Moldavia finiva per lambire direttamente gli imperi austriaco e russo. Nella pace di Kuchuk-Kainarji del 1774, la Turchia cedette alla Russia i territori tra Dnepr e Bug, ma mantenne le fortezze di confine della Bessarabia e i loro sangiaccati. La Moldavia mantenne la sua indipendenza, sotto la sovranità turca, come in passato. Caterina la Grande si auto-elevò al ruolo di protettrice dei cristiani dei principati rumeni.
Nel 1775, l'imperatrice Maria Teresa d'Austria approfittò della situazione e occupò l'estremità settentrionale della Moldavia, chiamata Bucovina, facendo marciare gli eserciti austriaci attraverso Cernăuţi e Suceava, considerata la città santa della Moldavia, poiché conservava le tombe di Stefano III il Grande e di altri sovrani storici. L'occupazione fu di fatto accettata con un'intesa sottoscritta tra l'impero asburgico e l'impero ottomano, nonostante le proteste di Gregorio III Ghica, l'ospodaro locale. Quest'ultimo venne assassinato nel 1777, a Iaşi, da truppe turche pagate dall'Austria.
Nel 1787, San Pietroburgo e Vienna dichiararono guerra alla Turchia. L'imperatrice Caterina desiderava insediare Grigorij Aleksandrovič Potëmkin come principe di Dacia, uno Stato vassallo russo corrispondente all'antica Dacia di epoca romana, e quindi avvicinarsi alla regione che agognava veramente, Istanbul. Nel 1788, ebbe inizio la guerra, ma la Turchia si presentava in maniera alquanto impreparata, complice anche il momento storico non felice, specie per via dell'alleanza tra Russia e Austria. Dopo una lunga trafila di fallimenti, i musulmani furono costretti ad arrendersi. Il trattato di Iași del gennaio 1792, che chiudeva il conflitto, lasciava la Moldavia come appannaggio turco, con il Dnestr come frontiera tra la Moldavia e l'impero russo e con il Budžak in mano allo zarato.
Nel 1806, Napoleone Bonaparte incoraggiò Alessandro I di Russia ad avviare un'altra guerra con la Turchia. Le truppe dello zar occuparono nuovamente la Moldavia e la Valacchia sotto il generale Kutuzov, che fu nominato governatore generale dei principati rumeni. I consoli stranieri e gli agenti diplomatici dovettero in tutta corsa lasciare le capitali Iaşi e Bucarest. Dopo che i russi ruppero la tregua dando vita a un attacco a sorpresa, gli ottomani decisero di intavolare delle trattative per giungere a una pace. Dopo le discussioni intrattenute dapprima a Giurgiu e poi a Bucarest, si siglò un'intesa nel 1812 che confermava il Budžak in mano ai russi assieme alla parte orientale della Moldavia, ovvero la Bessarabia.

### Bessarabia e Bucovina

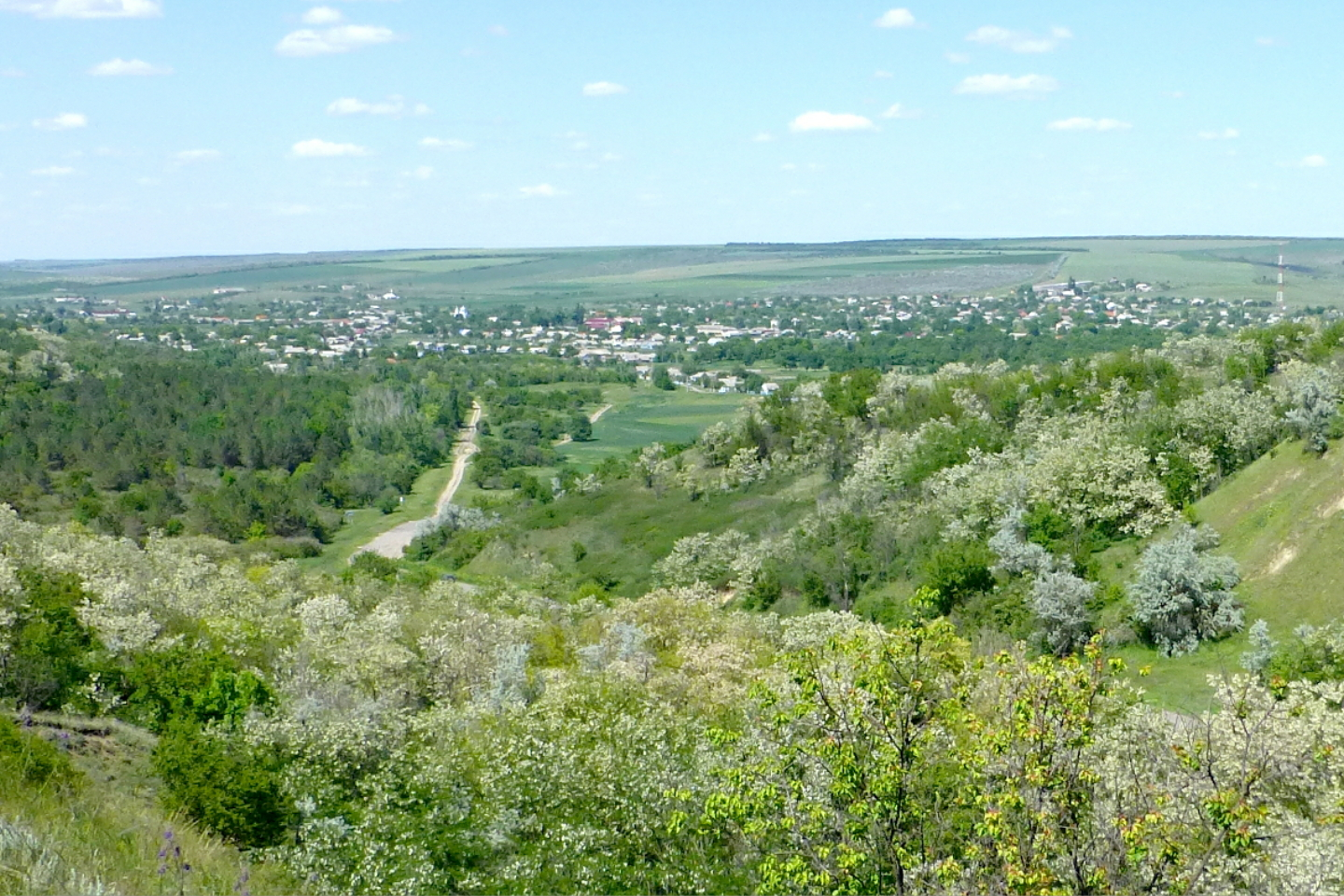
Hoffnungstal (oggi Tsebrjkove, distretto di Rozdil'na, in Ucraina). La comunità tedesca costituiva una minoranza significativa in tale insediamento nel XIX secolo

La Bessarabia, che vedeva secondo il censimento ufficiale russo del 1816 il 92,5% della popolazione rumena (419.240 rumeni, 30.000 ucraini, 19.120 ebrei, 9.000 tedeschi e 6.000 lipovani), sarebbe rimasta russa fino al 1918. Durante questo periodo, la percentuale della popolazione rumena del area scese a causa della politica di colonizzazione perseguita dal governo zarista. Nei primi anni successivi all'annessione, diverse migliaia di famiglie di contadini fuggirono oltre il Prut, per paura che le autorità russe avrebbero introdotto la servitù della gleba. Considerata la fuga di persone, il governo centrale optò per non estendere il regime della servitù in Bessarabia.
Durante i primi quindici anni dopo l'annessione, la regione appena citata godette di una certa autonomia sulla base delle "Regole temporanee per il governo della Bessarabia" del 1813 e, soprattutto, grazie allo "Statuto per la formazione della provincia bessarabica", introdotto da Alessandro I durante la sua visita personale a Chișinău nella primavera del 1818. Entrambi i documenti stabilivano che la dispensa della giustizia fosse fatta sulla base delle leggi e dei costumi locali, nonché delle disposizioni legislative russe. Il rumeno finì affiancato al russo come lingua di amministrazione e la provincia ricadde sotto l'autorità di un viceré, il quale governava insieme al Consiglio Supremo, formato in parte per elezione dai ranghi della nobiltà locale. Anche un numero considerevole di incarichi nell'amministrazione distrettuale è stato ricoperto tramite elezione. In parallelo, il governo russo diede il via a una grande politica di colonizzazione. Il 26 giugno 1812, lo zar Alessandro I promulgò lo statuto speciale di colonizzazione della Bessarabia, con l'inserimento di elementi bulgari, gagauzi, tedeschi, ebrei, svizzeri e francesi.

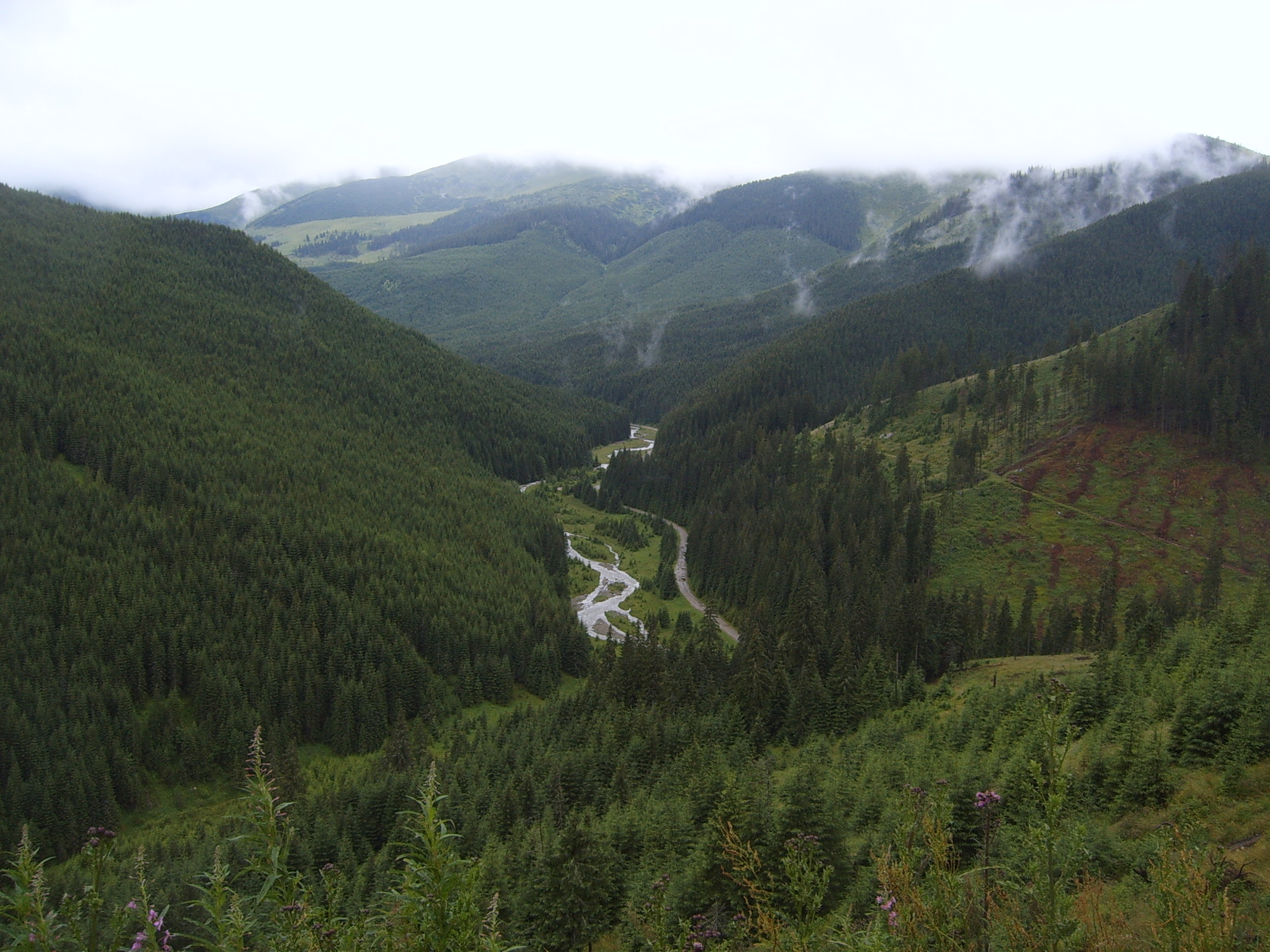
Il passo di Prislop, in Bucovina, frontiera naturale storica con la regione di Maramureș, nella Romania settentrionale

La Bucovina, compresa la zona settentrionale, contava nel 1775, anno in cui l'Austria si affacciò nella regione, una popolazione di 75.000 rumeni e 12.000 tra ruteni, ebrei e polacchi. Annessa alla provincia della Galizia controllata dagli Asburgo e colonizzata più tardi da ucraini, tedeschi, ungheresi, ebrei e armeni, attirò presto diversi coloni perché venne loro garantita la possibilità di acquisire gratuitamente gli appezzamenti terrieri messi a disposizione dallo Stato centrale, beneficiando altresì dell'esclusione dal pagamento di qualsiasi onere fiscale.

### Transilvania

#### Parentesi asburgica
Nel 1683, la sconfitta degli ottomani a Vienna segnò il lento processo di declino dei turchi in Europa. Nel 1688, stesso anno in cui si stampò la prima completa traduzione della Bibbia in rumeno a Bucarest, la Dieta della Transilvania rinunciò alla sovranità osmanica e accettò la protezione austriaca: nel 1699, Istanbul riconobbe ufficialmente la sovranità dell'Austria sulla regione. Sebbene un decreto imperiale avesse riaffermato i privilegi dei nobili della Transilvania e lo status delle sue quattro religioni "riconosciute", Vienna ottenne il controllo diretto della regione e l'imperatore progettò una diretta annessione.
La maggioranza rumena rimase segregata dalla vita politica della Transilvania e quasi totalmente asservita. Ai rumeni era proibito sposarsi, trasferirsi o esercitare un mestiere senza il permesso dei loro proprietari. Oltre alle oppressive esazioni feudali, i rumeni ortodossi dovevano pagare le decime alla chiesa cattolica romana o protestante, a seconda della fede dei loro proprietari terrieri. Esclusi dalla riscossione delle decime, i sacerdoti ortodossi vivevano in povertà e molti lavoravano come contadini per sopravvivere.
Sotto il dominio degli Asburgo, i cattolici dominarono sui numericamente meno presenti protestanti transilvani, spingendo Vienna col tempo a organizzare una campagna per convertire la regione definitivamente al cattolicesimo. L'esercito imperiale consegnò molte chiese protestanti alle mani dei cattolici, e chiunque si fosse separato dal rito romano rischiava di ricevere una fustigazione pubblica. Gli Asburgo tentarono anche di persuadere i sacerdoti ortodossi ad unirsi alla Chiesa greco-cattolica rumena, che mantenne riti e costumi ortodossi ma accettò quattro punti chiave della dottrina cattolica e riconobbe l'autorità papale.
I Gesuiti inviati in Transilvania promisero agli ecclesiastici ortodossi un aumento dello status sociale, l'esenzione dalla servitù della gleba e benefici materiali. Nel 1699 e nel 1701, l'imperatore Leopoldo I decretò che la Chiesa ortodossa della Transilvania fosse un tutt'uno con quella cattolica romana. La dinastia regnante austriaca, tuttavia, non intese mai la Chiesa greco-cattolica rumena come una "religione ricevuta", non applicando pertanto le sezioni dei decreti di Leopoldo che conferivano ai sacerdoti greco-cattolici gli stessi diritti dei sacerdoti di rito latino. Nonostante l'accettazione dell'unione da parte di un sinodo ortodosso, molti sacerdoti e fedeli ortodossi la rifiutarono.
Nel 1711, dopo aver represso una ribellione di otto anni di nobili e servi ungheresi, l'impero austriaco consolidò la sua presa sulla Serbia e sulla Transilvania, e nel giro di diversi decenni la Chiesa greco-cattolica si dimostrò una variante non trascurabile nell'ascesa del nazionalismo rumeno. I sacerdoti greco-cattolici esercitavano una certa influenza a Vienna. I sacerdoti greco-cattolici formatisi a Roma e Vienna fecero conoscere ai romeni le idee occidentali, redigendo dei resoconti che facessero leva sulle loro origini daco-romane. Inoltre, si procedette ad adattare l'alfabeto latino alla lingua rumena, utilizzato tuttora, e a pubblicare una grammatica rumena e dei libri di preghiere. La sede della Chiesa greco-cattolica rumena a Blaj, nella Transilvania meridionale, divenne un centro culturale. Frattanto, nel 1718, una sezione importante della Valacchia, l'Oltenia, fu incorporata all'Austria con il nome di Banato di Craiova: tornò poi ad essere in mano ottomana nel 1739.
La lotta per l'uguaglianza in Transilvania trovò il suo primo formidabile difensore in un vescovo greco-cattolico, Inocențiu Micu-Klein, che, con il sostegno imperiale, divenne barone e membro della dieta transilvana. Dal 1729 al 1744, Klein presentò petizioni a Vienna per conto dei rumeni e prese ostinatamente la parola all'assemblea della Transilvania per dichiarare che i rumeni non erano inferiori a nessun altro popolo della regione, che contribuivano allo Stato con più tasse e soldati di qualsiasi altra comunità locale. Era dunque necessario che l'inimicizia e i privilegi fossero superati, poiché non risultava per il sacerdote più concepibile la loro esclusione politica e lo sfruttamento economico. Klein si batté per far sì che i sacerdoti greco-cattolici avessero gli stessi diritti dei colleghi romani, che si riducesse il peso degli obblighi feudali, che si restituisse la terra espropriata ai contadini rumeni e che si impedisse ai latifondisti di privare i bambini rumeni del diritto all'istruzione.
Le parole del vescovo caddero nel vuoto a Vienna. Allo stesso modo, i deputati ungheresi, tedeschi e siculi, aggrappati gelosamente ai loro privilegi aristocratici, schernirono apertamente il vescovo e risposero che i rumeni, nella vita politica della Transilvania, avevano la stessa utilità "[del]le tarme nei vestiti". Klein alla fine fuggì a Roma, dove i suoi appelli al pontefice si rivelarono infruttuosi, per poi morire in un monastero dell'Urbe nel 1768. Ad ogni modo, la lotta del chierico non fu del tutto invano, poiché spinse sia i greco-cattolici che gli ortodossi rumeni a chiedere pari dignità. Nel 1762 un decreto imperiale istituì un'organizzazione per la comunità ortodossa della Transilvania, ma l'impero negò ancora l'equiparazione dell'Ortodossia alla Chiesa greco-cattolica.

#### La rivolta di Horea, Cloșca e Crișan

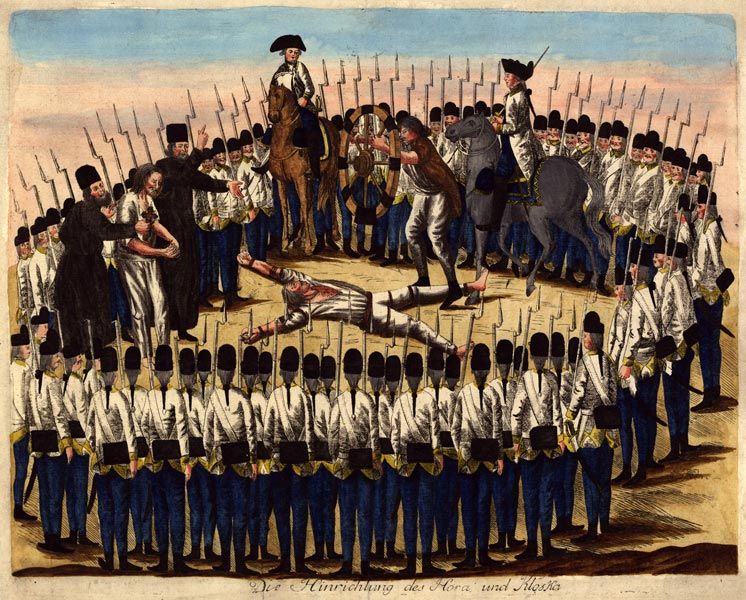
La brutale esecuzione degli esponenti principali della ribellione Horea e Cloșca da parte degli asburgici nel 1784

Giuseppe II (al potere dal 1780 al 1790), prima della sua ascesa, fu testimone delle pessime condizioni di vita dei servi durante tre viaggi in Transilvania. In qualità di imperatore, si impegnò in un energico programma di riforma: attratto dagli insegnamenti dell'Illuminismo francese, praticò una forma di "dispotismo illuminato", o riforma dall'alto, progettata per prevenire la rivoluzione dal basso. Ciò spinse l'impero sotto stretto controllo centrale, mentre al contempo partiva anche un programma educativo e una politica di maggiore tolleranza religiosa, compresi i pieni diritti civili per i cristiani ortodossi. Nel 1784, i servi della Transilvania sotto Horea, Cloșca e Crișan, convinti di godere del sostegno dell'imperatore, si ribellarono ai loro signori feudali, saccheggiarono castelli e ville e uccisero circa 100 nobili. Giuseppe ordinò che la rivolta fosse repressa, ma concesse l'amnistia a tutti i partecipanti ad eccezione dei loro capi, torturati dai nobili e uccisi davanti ai contadini portati ad assistere all'esecuzione. Giuseppe, mirando a colpire le cause profonde dell'insurrezione, emancipò i servi della gleba, annullò la costituzione della Transilvania, dissolse l'Unione delle Tre Nazioni e decretò il tedesco come lingua ufficiale dell'impero. I nobili e il clero cattolico ungheresi resistettero alle riforme introdotte e, presto, i contadini divennero insoddisfatti delle tasse, della coscrizione e della requisizione forzata di forniture militari. Di fronte a un ampio malcontento, Giuseppe abrogò molte delle normative da lui emesse verso la fine della sua vita.
Il decreto che precedeva la germanizzazione della regione di Giuseppe II scatenò una reazione a catena di movimenti nazionali in tutto l'impero. Gli ungheresi fecero appello per l'unificazione dell'Ungheria e della Transilvania, facendo leva sulla magiarizzazione dei popoli minoritari. Minacciati sia dal rischio di germanizzazione che di magiarizzazione, i rumeni e altre minoranze sperimentarono un processo di risveglio culturale. Nel 1791 due vescovi daci, uno ortodosso, l'altro greco-cattolico, chiesero all'imperatore Leopoldo II (1790-1792) di concedere ai romeni i diritti politici e civili, di mettere sullo stesso piano il clero ortodosso e quello greco-cattolico e di ripartire una quota di posti di governo per i nominati rumeni. In più, i vescovi sostennero la loro petizione basandosi sul fatto che i rumeni erano discendenti dei romani e dei transilvani propriamente intesi. L'imperatore restaurò la Transilvania come entità territoriale e ordinò alla Dieta della Transilvania di prendere in considerazione la richiesta. L'organo legislativo, tuttavia, decise solo di consentire ai credenti ortodossi di praticare la loro fede; i deputati negarono il riconoscimento della Chiesa ortodossa e si rifiutarono di concedere ai rumeni le stesse facoltà politiche riconosciute alle altre etnie locali.

## Verso l'indipendenza

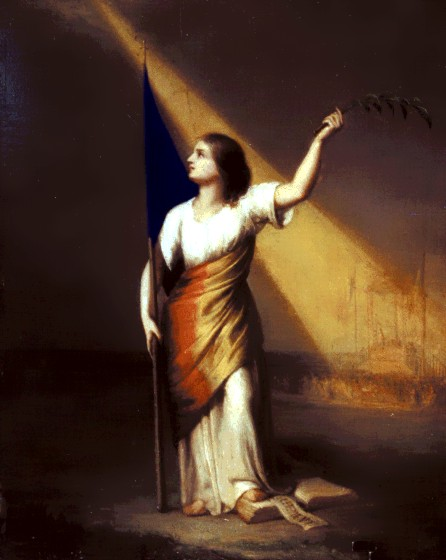
"La Romania spezza le catene sul campo della libertà", dipinto di spirito romantico ad opera di Constantin Daniel Rosenthal (metà Ottocento)

All'indomani del Congresso di Vienna del 1815, la Russia appariva l'indiscutibile padrona delle zone orientali della Romania, mentre l'Austria di quelle occidentali. La parte meridionale rimaneva in mano all'agonizzante impero ottomano.
Con riferimento ai possedimenti russi, l'autonomia della Bessarabia fu notevolmente ridotta nel 1828 quando, su rappresentanza del governatore generale della Nuova Russia e del viceré di Bessarabia, il principe Mikhail Vorontsov, Nicola I adottò un nuovo statuto che abolì il Consiglio Supremo e ridusse il numero delle cariche elettive presenti nell'amministrazione locale. Nel 1836, la lingua russa fu imposta per l'amministrazione ufficiale, la scuola e la vita religiosa. Inizialmente funzionale ad un'unificazione amministrativa della Bessarabia con il resto dell'impero, la promozione della lingua russa nella sfera pubblica si trasformò in una vera e propria parte della politica di russificazione adottata alla fine del XIX secolo, quando il governo di San Pietroburgo adottò politiche repressive nei confronti dei intellettuali rumeni.
In territorio austriaco, il successore di Leopoldo, Francesco II (1792-1835), la cui quasi anormale avversione al cambiamento e la paura della rivoluzione portò il suo impero a quattro decenni di stagnazione politica, alla virtuale non considerazione della costituzione della Transilvania e al rifiuto di convocare la Dieta della Transilvania per ventitré anni. Quando questa si riunì finalmente nel 1834, la questione linguistica riemerse, poiché i deputati ungheresi proposero di rendere il magiaro la lingua ufficiale della Transilvania. Nel 1843, la Dieta ungherese approvò una legge che rendeva l'idioma appena citato quello ufficiale dell'Ungheria e, nel 1847, un altro provvedimento imponeva al governo di esprimersi in magiaro. I rumeni della Transilvania diedero vita a diverse proteste, ognuna terminata con un nulla di fatto.
Lo sprone decisivo per la spinta all'indipendenza era già avvenuto nel 1821 con la fallita ribellione di Tudor Vladimirescu. Questa venne seguita dalle rivoluzioni del 1848 in Moldavia, Valacchia e Transilvania, che videro la completa indipendenza della prima parte della nazione rumena. Questi obiettivi, ad ogni modo, non si rivelarono sufficienti ad ottenere uno Stato moderno e strutturato, ma gettarono la base per le successive rivoluzioni.